# Locomotora Garratt

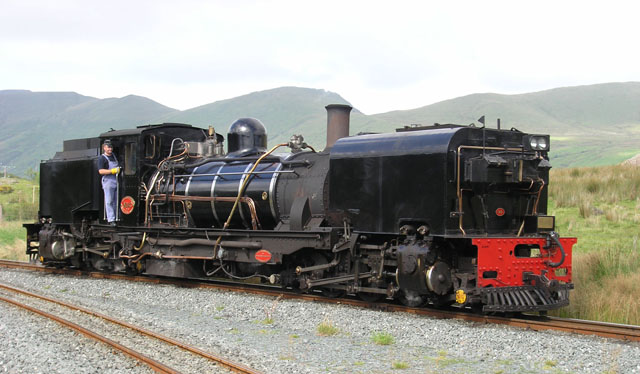
Locomotora de los Ferrocarriles Sudafricanos (ancho de vía de) SAR Clase NGG 16 Garratt, conservado en condiciones de funcionamiento en el Ferrocarril de las Tierras Altas de Gales

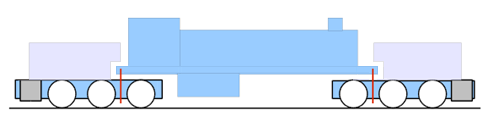
Diagrama de una locomotora Garratt

Una locomotora Garratt (a menudo denominada Beyer Garratt) es un tipo de locomotora de vapor articulada en tres partes. Su caldera está situada en el bastidor central, con dos máquinas de vapor montadas en bastidores separados, uno en cada extremo de la caldera. La articulación permite que locomotoras más grandes circulen por curvas cerradas y con carriles más ligeros (al distribuir más eficazmente la carga por eje), factores que podrían restringir el paso de grandes locomotoras de bastidor rígido. En la práctica, las locomotoras Garratt duplicaron de forma efectiva la potencia de las locomotoras convencionales más grandes utilizables en un ferrocarril, reduciendo así la necesidad de utilizar varias locomotoras en un mismo tren (y por lo tanto, evitando aumentar el número de maquinistas y fogoneros). 

## Ventajas del concepto Garratt

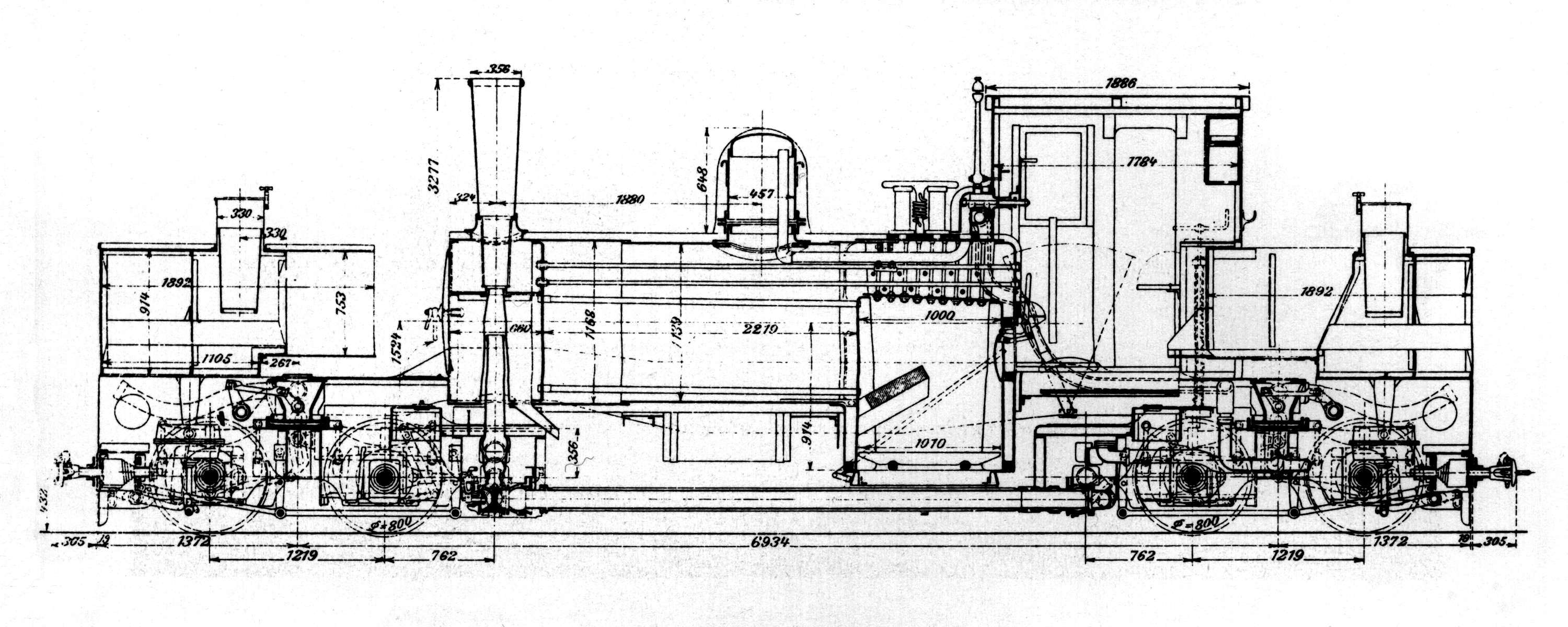
Planos de una K1, que muestran cómo la caldera y la cámara de combustión no están condicionadas por los dos trenes de rodadura

El principal beneficio del diseño de Garratt es que la unidad central que integra la caldera y cámara de combustión está colgada entre las dos unidades motoras. 
Debido a que el fogón y el cenicero no están restringidos en sus dimensiones por los trenes de rodadura, se puede hacer que el cenicero tenga una capacidad mucho mayor que en una locomotora normal. Esto permite periodos de funcionamiento continuos más largos sin necesidad de parar para vaciar el cenicero, con el fin de evitar asfixiar la rejilla con los productos de la combustión. Una gran cámara de combustión y su suministro de aire sin restricciones también permitieron que las Garratt funcionaran con combustibles de baja calidad, sin reducir la capacidad de vaporización.
Las Garratt disfrutaban de una ventaja sobre el sistema Mallet, debido a la geometría del diseño. Al girar alrededor de las curvas, la caldera y la unidad de cabina se mueven hacia el interior de la curva (situándose en la cuerda del arco), lo que reducía la fuerza centrífuga que volcaría una locomotora normal, lo que a su vez permitía un paso por curva más veloz. La unidad articulada delantera de las Mallet es más susceptible al descarrilamiento a medida que la locomotora inicia el paso por una curva. Si bien la mayoría de las Garratt fueron diseñadas para carga o tráfico mixto, hubo varias clases de locomotoras para trenes de pasajeros. Una Garratt argelina de fabricación francesa posee el récord mundial de velocidad de una locomotora articulada, a 132 kilómetros por hora (82,0 mph). Estas máquinas circulaban igualmente bien en ambos sentidos, y muchos maquinistas preferían circular con la cabina por delante de la caldera, especialmente en los túneles.
Mientras que al final de la era del vapor en los ferrocarriles, la mayoría de las locomotoras de vapor convencionales habían alcanzado su máximo en "dimensiones críticas", las Garratt todavía tenían mucho camino por recorrer, con ruedas motrices más grandes, calderas más grandes y mayor rendimiento aún alcanzable.

## Desventajas del concepto Garratt
La principal desventaja de una Garratt (compartida con todas las locomotoras con depósito incorporado) es que el peso adherente disminuye a medida que se usa el agua del tanque delantero y el carbón del almacén trasero. A medida que disminuye el peso sobre las ruedas tractoras, aumenta la posibilidad de que deslicen sobre los carriles. 

## Competidores, similitudes y variaciones sobre el tema

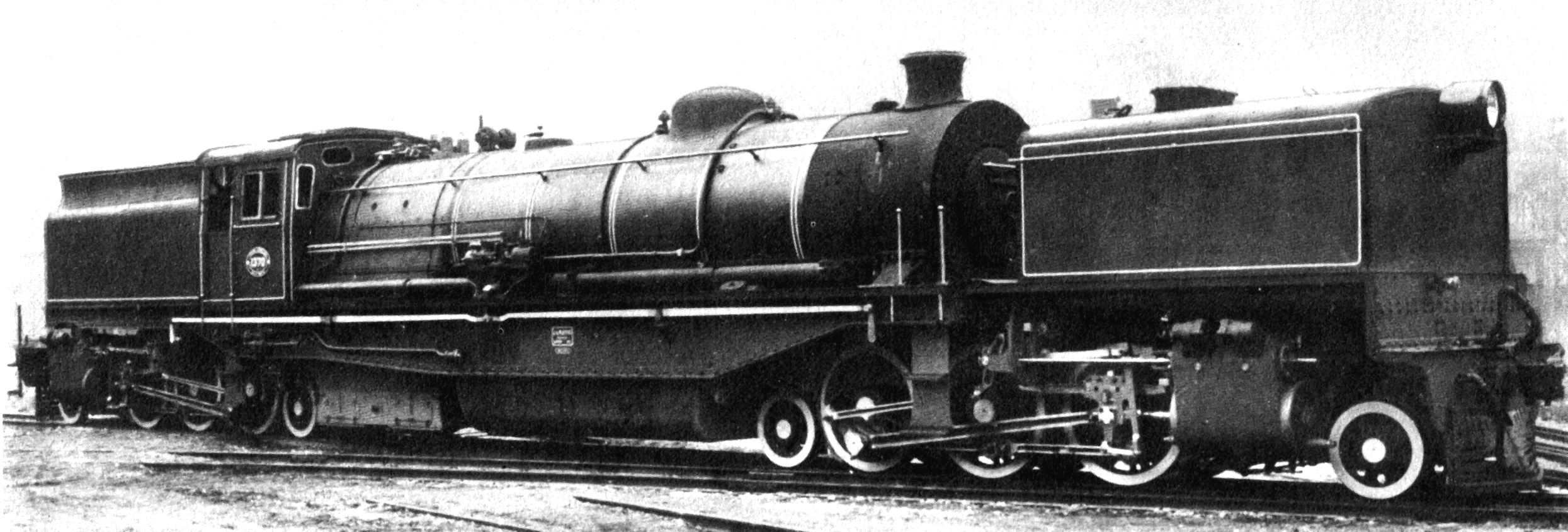
Locomotora Union-Garratt Sudafricana

Las Garratt, obviamente, no estaban solas en el campo de las locomotoras articuladas. Además de los conocidos tipos Fairlie y Meyer, tenían una competencia contemporánea de diseño similar, entre la que figuraban las Union-Garratt, las Fairlie modificadas y las Golwé. De estas, la más parecida era la Union-Garratt, un tipo originalmente concebido debido a la necesidad percibida de una conexión rígida entre la carbonera o el ténder y una cámara de combustión alimentada por un fogonero mecánico. Aunque podría argumentarse que las locomotoras de la clase NZR G eran Union-Garratt (con sus carboneras montadas en el bastidor de la caldera, en lugar de en la unidad del motor trasero), se puede ver un ejemplo más concreto en las dos Union-Garratt de los Ferrocarriles Sudafricanos de las. clases GH y U. 
Las Union-Garratt no disfrutaron del éxito de las Garratt estándar. Pronto se hizo evidente que los fogoneros mecánicos podían funcionar perfectamente a través de la conexión entre la caldera de Garratt y la unidad del motor, haciendo obsoleta la razón que justificaba el diseño de las Union-Garratt. Los bastidores de la caldera alargados de las Union-Garratt y la posición de la carbonera y del depósito de agua trasero sobre estos bastidores significaron que sufrieron muchos de los problemas de los que adolecía el diseño de Mallet. Las clases SAR U y GH tenían cargas por eje mucho más pesadas que las Garratt de tamaño, peso y potencia comparables, y el desplazamiento del peso del agua a los extremos de los largos bastidores principales generaba un alto desgaste en el pivote trasero situado entre la caldera y la unidad del motor. La Union-Garratt, como la Golwé y la Fairlie modificada, no se generalizaron a la misma escala que la Garratt, y no se conservan ejemplos conocidos.

## Desarrollo de las locomotoras

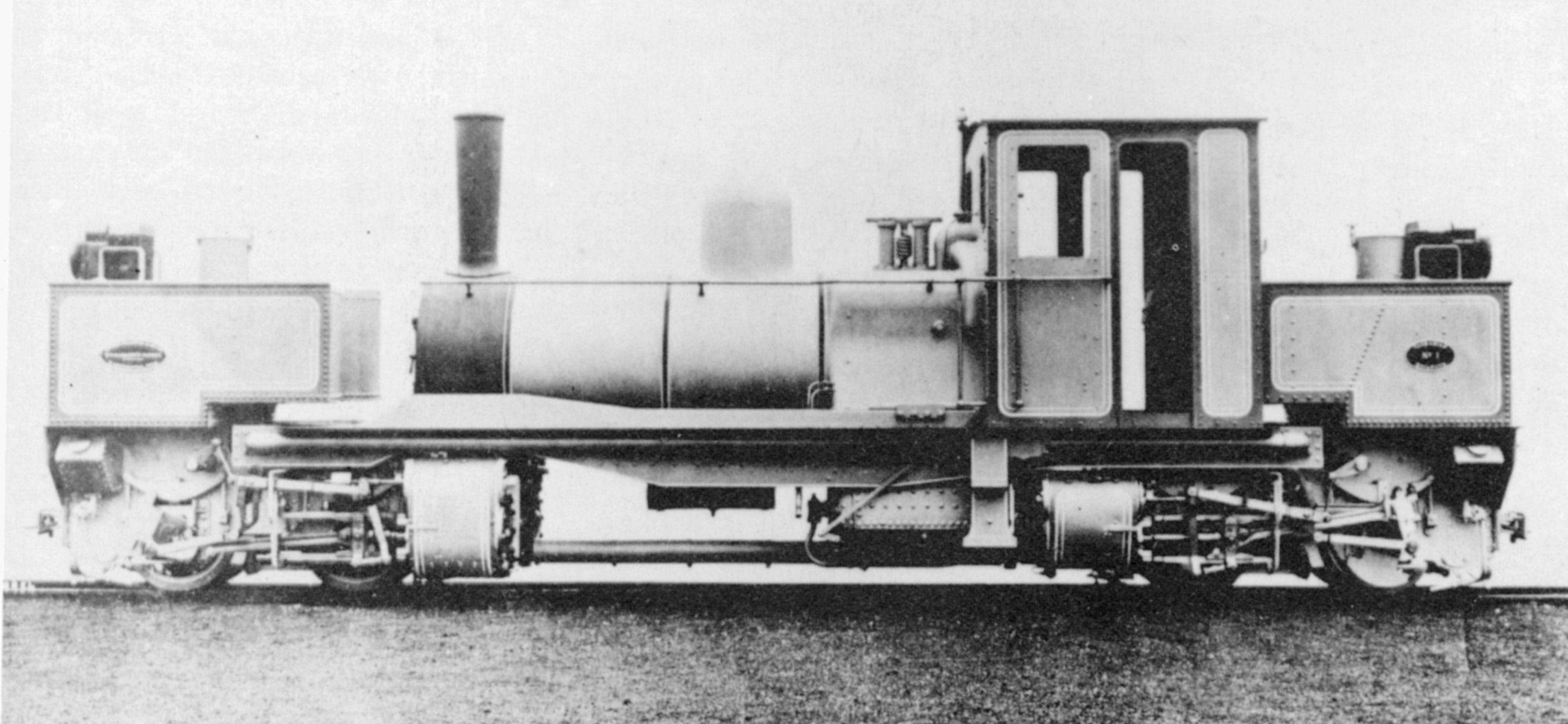
Foto del constructor de una K1, la primera locomotora Garratt

La locomotora articulada Garratt fue desarrollada por Herbert William Garratt, un ingeniero de locomotoras británico que, después de una carrera en los ferrocarriles coloniales británicos, fue el ingeniero de inspección de los Ferrocarriles de Nueva Gales del Sur en Londres. Garratt se dirigió primero a Kitson & Co, pero su idea fue rechazada, quizás porque esa compañía ya estaba comprometida con Kitson-Meyer. A continuación presentó su idea a Beyer, Peacock and Company, que solo estaban marginalmente un poco más interesados.

### Las primeras Garratt
En 1907, Beyer, Peacock & Co. presentó una propuesta para una locomotora Garratt 0-4-0+0-4-0 para un ancho de vía de 2 pies (610 mm) a los Ferrocarriles del Gobierno de Nueva Gales del Sur, que no fue aceptada. Al año siguiente, la empresa ofreció el diseño de una locomotora Mallet para una vía de 2 pies (610 mm) de ancho en respuesta a una consulta del Gobierno de Tasmania. También se presentó una Garratt basada en la máquina ofrecida a Nueva Gales del Sur, pero un poco más pesada. Esta propuesta fue aceptada, y se construyeron dos locomotoras en 1909, que se convirtieron en la Clase K. La clase K era capaz de circular por curvas de 99 pies de radio (30,2 m), y superar pendientes de 1 en 25 (4%).
A diferencia de la patente de Garratt, los ferrocarriles de Tasmania insistieron en una disposición de locomotora compuesta con cilindros orientados hacia adentro, para reducir las distancias entre el tubo de vapor principal y los cilindros de alta presión, y entre los cilindros de alta y baja presión. Esto hizo que la locomotora fuera innecesariamente complicada y colocó los cilindros de alta presión directamente debajo de la cabina, lo que la hizo incómodamente calurosa para los maquinistas, especialmente en verano. Esta configuración no se repitió en diseños posteriores de Garratt. Solo una locomotora Garratt más, nuevamente construida por Beyer, Peacock & Co. en 1927, fue producida con propulsión compuesta para los Ferrocarriles de Birmania.
Las primeras dificultades de diseño y construcción se presentaron en las conexiones flexibles y herméticas al vapor entre la unidad de la caldera y las unidades de potencia, resueltas por los técnicos de Beyer (diseñadores de Peacock), después de estudiar una descripción de las juntas esféricas de vapor utilizadas en una locomotora Fairlie construida para el Ferrocarril de Ffestiniog, seguida de una visita al ferrocarril para observar estas locomotoras en funcionamiento.

### Ferrocarril del Himalaya de Darjeeling
La tercera Garratt (otra 0-4-0+0-4-0, como las dos primeras) se construyó en 1910 para el Ferrocarril del Himalaya de Darjeeling, y recibió la letra de clase "D". Al igual que con muchas de las primeras clases de Garratt, las dimensiones y la potencia de este motor fueron diseñadas para ser aproximadamente equivalentes a las de dos de las 0-4-0 existentes de la línea, aunque en la práctica solo se logró un aumento del 65% de la carga.

### Primera locomotora de clase de línea principal
En 1911, Beyer, Peacock and Company construyó seis Garratt 2-6-0+0-6-2 para los Ferrocarriles del Gobierno de Australia Occidental. La Clase M fue seguida por la Clase Ms y la Clase Msa. También formaron el patrón de locomotoras para la Clase G de los Ferrocarriles de Vía Estrecha de Victoria y para la Fábrica de Cemento Portland Australia.

### Últimas Garratt construidas
Beyer-Peacock construyó más de mil máquinas Garratt, o Beyer-Garratt. Las últimas Garratt según un diseño de Beyer-Peacock fueron ocho locomotoras de la Clase NG G16 (con ancho de vía de 2 pies (610 mm)) para los Ferrocarriles Sudafricanos, construidas en 1967–1968. El pedido se había realizado a Beyer, Peacock and Co., pero como la empresa estaba en proceso de cierre, subcontrató el pedido a la Hunslet Engine Company. La filial sudafricana de Hunslet, Hunslet-Taylor, localizada en Germiston, construyó estas locomotoras utilizando calderas fabricadas por su empresa matriz.
Los Ferrocarriles Fueguinos del Sur (FCAF) en Argentina, adquirieron para sus vías de 500 mm (1' 7,70") de ancho una nueva Garratt 0-4-0+0-4-0 en 1994. Basada en el trabajo de Livio Dante Porta, incluía un tubo de sección transversal más grande, aislamiento de la caldera y una parte delantera mejorada. Esto mejoró enormemente la economía de esta moderna máquina de vapor y duplicó la longitud del tren que podía remolcar. En consecuencia, se construyó una segunda Garratt para este ferrocarril con especificaciones similares, pero con sobrecalentamiento agregado, en los talleres de Girdlestone Rail en Port Shepstone, Sudáfrica. Fue enviado a Argentina en 2006 y entró en servicio en octubre de ese año.

### Lista de producción
| Lista de Producción de Locomotoras Garratt – Todos los fabricantes | Lista de Producción de Locomotoras Garratt – Todos los fabricantes | Lista de Producción de Locomotoras Garratt – Todos los fabricantes | Lista de Producción de Locomotoras Garratt – Todos los fabricantes | Lista de Producción de Locomotoras Garratt – Todos los fabricantes | Lista de Producción de Locomotoras Garratt – Todos los fabricantes | Lista de Producción de Locomotoras Garratt – Todos los fabricantes |
| Tipo                                                               | Ancho                                                              | Ferrocarril                                                        | Clase                                                              | Unidades                                                           | Año                                                                | Constructor                                                        |
| ------------------------------------------------------------------ | ------------------------------------------------------------------ | ------------------------------------------------------------------ | ------------------------------------------------------------------ | ------------------------------------------------------------------ | ------------------------------------------------------------------ | ------------------------------------------------------------------ |
| 0-4-0+0-4-0                                                        | 500 mm (1' 7,70")                                                  | Tren del Fin del Mundo, Argentina                                  | Ingeniero L. D. Porta                                              | 1                                                                  | 1994                                                               | Argentina                                                          |
| 0-4-0+0-4-0                                                        | 500 mm (1' 7,70")                                                  | Ferrocarril Fueguino del Sur, Argentina                            | Ingeniero H. R. Zubieta                                            | 1                                                                  | 2006                                                               | Girdlestone Rail, Sudáfrica                                        |
| 0-4-0+0-4-0                                                        | 600 mm (1' 113/5")                                                 | Ferrocarriles Vecinales de Mayumbe, Zaire                          | E                                                                  | 1                                                                  | 1927                                                               | St. Leonard, Bélgica                                               |
| 0-4-0+0-4-0                                                        | 600 mm (1' 113/5")                                                 | Ferrocarriles Vecinales de Mayumbe, Zaire                          | A                                                                  | 2                                                                  | 1911                                                               | St. Leonard, Bélgica                                               |
| 0-4-0+0-4-0                                                        | 600 mm (1' 113/5")                                                 | Ferrocarriles Vecinales de Mayumbe, Zaire                          | A                                                                  | 2                                                                  | 1911                                                               | St. Leonard, Bélgica                                               |
| 0-4-0+0-4-0                                                        | 600 mm (1' 113/5")                                                 | Ferrocarriles Vecinales de Mayumbe, Zaire                          | B                                                                  | 2                                                                  | 1919                                                               | St. Leonard, Bélgica                                               |
| 0-4-0+0-4-0                                                        | 600 mm (1' 113/5")                                                 | Ferrocarriles Vecinales de Mayumbe, Zaire                          | B                                                                  | 4                                                                  | 1921                                                               | St. Leonard, Bélgica                                               |
| 0-4-0+0-4-0                                                        | 600 mm (1' 113/5")                                                 | Ferrocarriles Vecinales de Mayumbe, Zaire                          |                                                                    | 5                                                                  | 1924                                                               | St. Leonard, Bélgica                                               |
| 0-4-0+0-4-0                                                        | 600 mm (1' 113/5")                                                 | Ferrocarriles Vecinales de Mayumbe, Zaire                          | C                                                                  | 4                                                                  | 1926                                                               | St. Leonard, Bélgica                                               |
| 0-4-0+0-4-0                                                        | 2 pies (610 mm)                                                    | Darjeeling Himalaya, India                                         | D                                                                  | 1                                                                  | 1910                                                               | Beyer, Peacock                                                     |
| 0-4-0+0-4-0                                                        | 2 pies (610 mm)                                                    | Ferrocarriles del Gobierno de Tasmania                             | K                                                                  | 2                                                                  | 1909                                                               | Beyer, Peacock                                                     |
| 0-4-0+0-4-0                                                        | 750 mm (2' 51/2")                                                  | Minas de Zaccar, Argelia                                           |                                                                    | 1                                                                  | 1936                                                               | Du Haine Saint-Pierre                                              |
| 0-4-0+0-4-0                                                        | 750 mm (2' 51/2")                                                  | Minas de Zaccar, Argelia                                           |                                                                    | 1                                                                  | 1937                                                               | Du Haine Saint-Pierre                                              |
| 0-4-0+0-4-0                                                        | 750 mm (2' 51/2")                                                  | Minas de Zaccar, Argelia                                           |                                                                    | 1                                                                  | 1912                                                               | St. Leonard, Bélgica                                               |
| 0-4-0+0-4-0                                                        | 1000 mm (3' 32/5")                                                 | Porto Feliz Sugar Co., Brasil                                      |                                                                    | 1                                                                  | 1927                                                               | St. Leonard, Bélgica                                               |
| 0-4-0+0-4-0                                                        | 1000 mm (3' 32/5")                                                 | Piracicaba Sugar Co., Brasil                                       |                                                                    | 1                                                                  | 1927                                                               | St. Leonard, Bélgica                                               |
| 0-4-0+0-4-0                                                        | 4 pies 8,5 plg (1435 mm)                                           | Vivian & Sons (British Copper/ICI)                                 |                                                                    | 1                                                                  | 1924                                                               | Beyer, Peacock                                                     |
| 0-4-0+0-4-0                                                        | 4 pies 8,5 plg (1435 mm)                                           | Colliery Sneyd, Burslem                                            |                                                                    | 1                                                                  | 1931                                                               | Beyer, Peacock                                                     |
| 0-4-0+0-4-0                                                        | 4 pies 8,5 plg (1435 mm)                                           | Guest, Keen & Baldwins                                             |                                                                    | 1                                                                  | 1934                                                               | Beyer, Peacock                                                     |
| 0-4-0+0-4-0                                                        | 4 pies 8,5 plg (1435 mm)                                           | Baddesley Colliery, Baddesley Ensor                                |                                                                    | 1                                                                  | 1937                                                               | Beyer, Peacock                                                     |
| 0-6-0+0-6-0                                                        | 750 mm (2' 51/2")                                                  | Ferrocarril del Congo                                              |                                                                    | 1                                                                  | 1913                                                               | St. Leonard, Bélgica                                               |
| 0-6-0+0-6-0                                                        | 750 mm (2' 51/2")                                                  | Ferrocarril del Congo                                              |                                                                    | 12                                                                 | 1920-21                                                            | St. Leonard, Bélgica                                               |
| 0-6-0+0-6-0                                                        | 750 mm (2' 51/2")                                                  | Ferrocarril del Congo                                              |                                                                    | 9                                                                  | 1924-25                                                            | St. Leonard, Bélgica                                               |
| 0-6-0+0-6-0                                                        | 750 mm (2' 51/2")                                                  | Ferrocarril del Congo                                              |                                                                    | 10                                                                 | 1925-26                                                            | St. Leonard, Bélgica                                               |
| 0-6-0+0-6-0                                                        | 2 pies 6 plg (762 mm)                                              | Tranvía Buthidaung-Maungdaw, Birmania                              |                                                                    | 2                                                                  | 1913                                                               | Beyer, Peacock                                                     |
| 0-6-0+0-6-0                                                        | 1000 mm (3' 32/5")                                                 | SNCV, Bélgica                                                      | Tipo 23                                                            | 1                                                                  | 1929                                                               | St. Leonard, Bélgica                                               |
| 0-6-0+0-6-0                                                        | 1000 mm (3' 32/5")                                                 | SNCV, Bélgica                                                      | Tipo 24                                                            | 1                                                                  | 1930                                                               | St. Leonard, Bélgica                                               |
| 0-6-0+0-6-0                                                        | 4 pies 8,5 plg (1435 mm)                                           | Tranvía de Limburgo, Países Bajos                                  |                                                                    | 1                                                                  | 1931                                                               | Hanomag & Henschel                                                 |
| 2-4-0+0-4-2                                                        | 2 pies 6 plg (762 mm)                                              | Ferrocarriles del Gobierno de Ceilán                               | H1                                                                 | 1                                                                  | 1929                                                               | Beyer, Peacock                                                     |
| 2-4-0+0-4-2                                                        | 1000 mm (3' 32/5")                                                 | Compañía del Ferrocarril de São Paulo, Brasil                      |                                                                    | 1                                                                  | 1919                                                               | Ferrocarril de São Paulo                                           |
| 2-4-0+0-4-2                                                        | 5 pies 3 plg (1600 mm)                                             | Compañía de Ferrocarriles de São Paulo, Brasil                     | Q                                                                  | 3                                                                  | 1915                                                               | Beyer, Peacock                                                     |
| 2-4-2+2-4-2                                                        | 1000 mm (3' 32/5")                                                 | Ferrocarril de Leopoldina, Brasil                                  |                                                                    | 4                                                                  | 1943                                                               | Beyer, Peacock                                                     |
| 2-6-0+0-6-2                                                        | 10 1/4 plg (260 mm)                                                | Ferrocarril Ligero de Gales & Walsingham                           |                                                                    | 1                                                                  | 1986                                                               | Neil Simkins                                                       |
| 2-6-0+0-6-2                                                        | 10 1/4 plg (260 mm)                                                | Ferrocarril ligero de Wells y de Walsingham                        |                                                                    | 1                                                                  | 2010                                                               | Ferrocarril Ligero Gales & Walsingham                              |
| 2-6-0+0-6-2                                                        | 2 pies (610 mm)                                                    | Ferrocarriles Sudafricanos                                         | NG G11                                                             | 3                                                                  | 1919                                                               | Beyer, Peacock                                                     |
| 2-6-0+0-6-2                                                        | 2 pies (610 mm)                                                    | Ferrocarriles Sudafricanos                                         | NG G11                                                             | 2                                                                  | 1925                                                               | Beyer, Peacock                                                     |
| 2-6-0+0-6-2                                                        | 2 pies 6 plg (762 mm)                                              | Ferrocarriles Victorianos, Australia                               | G                                                                  | 2                                                                  | 1926                                                               | Beyer, Peacock                                                     |
| 2-6-0+0-6-2                                                        | 1000 mm (3' 32/5")                                                 | Ferrocarril de São Paulo, Brasil                                   | U                                                                  | 1                                                                  | 1912                                                               | Beyer, Peacock                                                     |
| 2-6-0+0-6-2                                                        | 1000 mm (3' 32/5")                                                 | Ferrocarril de São Paulo, Brasil                                   | V                                                                  | 1                                                                  | 1936                                                               | Beyer, Peacock                                                     |
| 2-6-0+0-6-2                                                        | 1000 mm (3' 32/5")                                                 | Ferrocarril de Madagascar                                          | B                                                                  | 2                                                                  | 1926                                                               | St. Leonard, Bélgica                                               |
| 2-6-0+0-6-2                                                        | 3 pies 6 plg (1067 mm)                                             | Ferrocarriles Sudafricanos                                         | GA                                                                 | 1                                                                  | 1920                                                               | Beyer, Peacock                                                     |
| 2-6-0+0-6-2                                                        | 3 pies 6 plg (1067 mm)                                             | Cemento Portland Australia                                         |                                                                    | 1                                                                  | 1936                                                               | Beyer, Peacock                                                     |
| 2-6-0+0-6-2                                                        | 3 pies 6 plg (1067 mm)                                             | Cemento Portland Australia                                         |                                                                    | 1                                                                  | 1939                                                               | Beyer, Peacock                                                     |
| 2-6-0+0-6-2                                                        | 3 pies 6 plg (1067 mm)                                             | Ferrocarriles del Gobierno de Australia Occidental                 | M                                                                  | 6                                                                  | 1911                                                               | Beyer, Peacock                                                     |
| 2-6-0+0-6-2                                                        | 3 pies 6 plg (1067 mm)                                             | Ferrocarriles del Gobierno de Australia Occidental                 | Ms                                                                 | 7                                                                  | 1912                                                               | Beyer, Peacock                                                     |
| 2-6-0+0-6-2                                                        | 3 pies 6 plg (1067 mm)                                             | Ferrocarriles del Gobierno de Australia Occidental                 | Msa                                                                | 10                                                                 | 1930                                                               | Talleres del Ferrocarril Midland                                   |
| 2-6-0+0-6-2                                                        | 4 pies 8,5 plg (1435 mm)                                           | Ferrocarril Nordeste Argentino (FCNEA)                             |                                                                    | 3                                                                  | 1925                                                               | Beyer, Peacock                                                     |
| 2-6-0+0-6-2                                                        | 4 pies 8,5 plg (1435 mm)                                           | Ferrocarril de Londres, Midland y Escocia                          |                                                                    | 3                                                                  | 1927                                                               | Beyer, Peacock                                                     |
| 2-6-0+0-6-2                                                        | 4 pies 8,5 plg (1435 mm)                                           | Noreste Argentino (FCNEA)                                          |                                                                    | 4                                                                  | 1927                                                               | Beyer, Peacock                                                     |
| 2-6-0+0-6-2                                                        | 4 pies 8,5 plg (1435 mm)                                           | Ferrocarriles de África Oriental                                   |                                                                    | 5                                                                  | 1927                                                               | Beyer, Peacock                                                     |
| 2-6-0+0-6-2                                                        | 4 pies 8,5 plg (1435 mm)                                           | Ferrocarril de Londres, Midland y Escocia                          |                                                                    | 30                                                                 | 1930                                                               | Beyer, Peacock                                                     |
| 2-6-2+2-6-2                                                        | 2 pies (610 mm)                                                    | Ferrocarriles Sudafricanos                                         | NG G16                                                             | 8                                                                  | 1939                                                               | Beyer, Peacock                                                     |
| 2-6-2+2-6-2                                                        | 2 pies (610 mm)                                                    | Ferrocarriles Sudafricanos                                         | NG G16                                                             | 7                                                                  | 1951                                                               | Beyer, Peacock                                                     |
| 2-6-2+2-6-2                                                        | 2 pies (610 mm)                                                    | Ferrocarriles Sudafricanos                                         | NG G16                                                             | 7                                                                  | 1958                                                               | Beyer, Peacock                                                     |
| 2-6-2+2-6-2                                                        | 2 pies (610 mm)                                                    | Ferrocarriles Sudafricanos                                         | NG G12                                                             | 2                                                                  | 1927                                                               | Franco-Belga, Bélgica                                              |
| 2-6-2+2-6-2                                                        | 2 pies (610 mm)                                                    | Ferrocarriles Sudafricanos                                         | NG G14                                                             | 1                                                                  | 1930                                                               | Hanomag                                                            |
| 2-6-2+2-6-2                                                        | 2 pies (610 mm)                                                    | Ferrocarriles Sudafricanos                                         | NG G13                                                             | 3                                                                  | 1927                                                               | Hanomag                                                            |
| 2-6-2+2-6-2                                                        | 2 pies (610 mm)                                                    | Ferrocarriles Sudafricanos                                         | NG G13                                                             | 2                                                                  | 1928                                                               | Hanomag                                                            |
| 2-6-2+2-6-2                                                        | 2 pies (610 mm)                                                    | Ferrocarriles Sudafricanos                                         | NG G13                                                             | 7                                                                  | 1928                                                               | Hanomag                                                            |
| 2-6-2+2-6-2                                                        | 2 pies (610 mm)                                                    | Ferrocarriles Sudafricanos                                         | NG G16                                                             | 8                                                                  | 1967-68                                                            | Hunslet-Taylor                                                     |
| 2-6-2+2-6-2                                                        | 2 pies (610 mm)                                                    | Ferrocarriles Sudafricanos                                         | NG G16                                                             | 4                                                                  | 1936                                                               | John Cockerill                                                     |
| 2-6-2+2-6-2                                                        | 2 pies 6 plg (762 mm)                                              | Ferrocarriles del Gobierno de Nepal                                |                                                                    | 1                                                                  | 1932                                                               | Beyer, Peacock                                                     |
| 2-6-2+2-6-2                                                        | 2 pies 6 plg (762 mm)                                              | Ferrocarril del Gobierno de Nepal                                  |                                                                    | 1                                                                  | 1947                                                               | Beyer, Peacock                                                     |
| 2-6-2+2-6-2                                                        | 2 pies 6 plg (762 mm)                                              | Ferrocarril del Gobierno de Sierra Leona                           |                                                                    | 3                                                                  | 1926                                                               | Beyer, Peacock                                                     |
| 2-6-2+2-6-2                                                        | 2 pies 6 plg (762 mm)                                              | Ferrocarril del Gobierno de Sierra Leona                           |                                                                    | 2                                                                  | 1928                                                               | Beyer, Peacock                                                     |
| 2-6-2+2-6-2                                                        | 2 pies 6 plg (762 mm)                                              | Ferrocarril del Gobierno de Sierra Leona                           |                                                                    | 2                                                                  | 1929                                                               | Beyer, Peacock                                                     |
| 2-6-2+2-6-2                                                        | 2 pies 6 plg (762 mm)                                              | Ferrocarril del Gobierno de Sierra Leona                           |                                                                    | 4                                                                  | 1942                                                               | Beyer, Peacock                                                     |
| 2-6-2+2-6-2                                                        | 2 pies 6 plg (762 mm)                                              | Ferrocarril del Gobierno de Sierra Leona                           |                                                                    | 2                                                                  | 1943                                                               | Beyer, Peacock                                                     |
| 2-6-2+2-6-2                                                        | 1000 mm (3' 32/5")                                                 | Gran oeste de Brasil                                               |                                                                    | 2                                                                  | 1929                                                               | Armstrong Whitworth                                                |
| 2-6-2+2-6-2                                                        | 1000 mm (3' 32/5")                                                 | Ferrocarril de La Robla, España                                    |                                                                    | 2                                                                  | 1931                                                               | Babcock & Wilcox, España                                           |
| 2-6-2+2-6-2                                                        | 1000 mm (3' 32/5")                                                 | Ferrocarril Assam Bengala, India                                   | T                                                                  | 5                                                                  | 1927                                                               | Beyer, Peacock                                                     |
| 2-6-2+2-6-2                                                        | 1000 mm (3' 32/5")                                                 | Ferrocarril Trasandino Los Andes-Mendoza, Argentina                | E12                                                                | 4                                                                  | 1930                                                               | Beyer, Peacock                                                     |
| 2-6-2+2-6-2                                                        | 1000 mm (3' 32/5")                                                 | Minera de Sierra Minera, España                                    |                                                                    | 2                                                                  | 1930                                                               | Euskalduna, España                                                 |
| 2-6-2+2-6-2                                                        | 1000 mm (3' 32/5")                                                 | Ferrocarril de La Robla, España                                    |                                                                    | 2                                                                  | 1929                                                               | Hanomag                                                            |
| 2-6-0+0-6-2                                                        | 1000 mm (3' 32/5")                                                 | C.G. de F. Catalanes, España                                       |                                                                    | 4                                                                  | 1922                                                               | St. Leonard, Bélgica                                               |
| 2-6-0+0-6-2                                                        | 1000 mm (3' 32/5")                                                 | C.G. de F. Catalanes, España                                       |                                                                    | 4                                                                  | 1925                                                               | St. Leonard, Bélgica                                               |
| 2-6-2+2-6-2                                                        | 3 pies 6 plg (1067 mm)                                             | Ferrocarriles Sudafricanos                                         | GB                                                                 | 1                                                                  | 1921                                                               | Beyer, Peacock                                                     |
| 2-6-2+2-6-2                                                        | 3 pies 6 plg (1067 mm)                                             | Natal Navigation Collieries, Sudáfrica                             |                                                                    | 1                                                                  | 1925                                                               | Beyer, Peacock                                                     |
| 2-6-2+2-6-2                                                        | 3 pies 6 plg (1067 mm)                                             | Ferrocarriles Sudafricanos                                         | GG                                                                 | 1                                                                  | 1925                                                               | Beyer, Peacock                                                     |
| 2-6-2+2-6-2                                                        | 3 pies 6 plg (1067 mm)                                             | Dundee Coal & Coke, Sudáfrica                                      |                                                                    | 1                                                                  | 1927                                                               | Beyer, Peacock                                                     |
| 2-6-2+2-6-2                                                        | 3 pies 6 plg (1067 mm)                                             | Trans Zambeze/Mozambique/Nyasalandia                               | E                                                                  | 1                                                                  | 1930                                                               | Beyer, Peacock                                                     |
| 2-6-2+2-6-2                                                        | 3 pies 6 plg (1067 mm)                                             | Mina de Main Clift Consolidated, Sudáfrica                         |                                                                    | 1                                                                  | 1935                                                               | Beyer, Peacock                                                     |
| 2-6-2+2-6-2                                                        | 3 pies 6 plg (1067 mm)                                             | Ferrocarriles del Gobierno de Tasmania                             | L                                                                  | 2                                                                  | 1912                                                               | Beyer, Peacock                                                     |
| 2-6-2+2-6-2                                                        | 3 pies 6 plg (1067 mm)                                             | Nuevo Ferrocarril Central del Cabo, Sudáfrica                      | G                                                                  | 2                                                                  | 1923                                                               | Beyer, Peacock                                                     |
| 2-6-2+2-6-2                                                        | 3 pies 6 plg (1067 mm)                                             | Trans Zambeze/Mozambique/Nyasalandia                               | E                                                                  | 2                                                                  | 1924                                                               | Beyer, Peacock                                                     |
| 2-6-2+2-6-2                                                        | 3 pies 6 plg (1067 mm)                                             | Ferrocarriles Sudafricanos                                         | GB                                                                 | 6                                                                  | 1924                                                               | Beyer, Peacock                                                     |
| 2-6-2+2-6-2                                                        | 3 pies 6 plg (1067 mm)                                             | Ferrocarriles Sudafricanos                                         | GC                                                                 | 6                                                                  | 1924                                                               | Beyer, Peacock                                                     |
| 2-6-2+2-6-2                                                        | 3 pies 6 plg (1067 mm)                                             | Ferrocarriles Sudafricanos                                         | GD                                                                 | 4                                                                  | 1925                                                               | Beyer, Peacock                                                     |
| 2-6-2+2-6-2                                                        | 3 pies 6 plg (1067 mm)                                             | Ferrocarriles de Rhodesia                                          | 13                                                                 | 12                                                                 | 1926                                                               | Beyer, Peacock                                                     |
| 2-6-2+2-6-2                                                        | 3 pies 6 plg (1067 mm)                                             | Ferrocarriles Sudafricanos                                         | GD                                                                 | 7                                                                  | 1925                                                               | Beyer, Peacock                                                     |
| 2-6-2+2-6-2                                                        | 3 pies 6 plg (1067 mm)                                             | Ferrocarriles Sudafricanos                                         | GD                                                                 | 3                                                                  | 1926                                                               | Beyer, Peacock                                                     |
| 2-6-2+2-6-2                                                        | 3 pies 6 plg (1067 mm)                                             | Ferrocarriles de Rhodesia                                          | 14                                                                 | 6                                                                  | 1929                                                               | Beyer, Peacock                                                     |
| 2-6-2+2-6-2                                                        | 3 pies 6 plg (1067 mm)                                             | Ferrocarril de Guayaquil y Quito, Ecuador                          |                                                                    | 3                                                                  | 1929                                                               | Beyer, Peacock                                                     |
| 2-6-2+2-6-2                                                        | 3 pies 6 plg (1067 mm)                                             | Ferrocarril de Río Tinto, España                                   |                                                                    | 2                                                                  | 1928                                                               | Beyer, Peacock                                                     |
| 2-6-2+2-6-2                                                        | 3 pies 6 plg (1067 mm)                                             | Ferrocarriles de Rhodesia                                          | 14                                                                 | 10                                                                 | 1930                                                               | Beyer, Peacock                                                     |
| 2-6-2+2-6-2                                                        | 3 pies 6 plg (1067 mm)                                             | Ferrocarriles de Rhodesia                                          | 14A                                                                | 12                                                                 | 1952                                                               | Beyer, Peacock                                                     |
| 2-6-2+2-6-2                                                        | 3 pies 6 plg (1067 mm)                                             | Ferrocarriles de Rhodesia                                          | 14A                                                                | 6                                                                  | 1953                                                               | Beyer, Peacock                                                     |
| 2-6-2+2-6-2                                                        | 3 pies 6 plg (1067 mm)                                             | Ferrocarriles Sudafricanos                                         | GCA                                                                | 26                                                                 | 1928                                                               | Krupp                                                              |
| 2-6-2+2-6-2                                                        | 3 pies 6 plg (1067 mm)                                             | Ferrocarriles Sudafricanos                                         | GCA                                                                | 13                                                                 | 1927                                                               | Krupp                                                              |
| 2-6-2+2-6-2                                                        | 3 pies 6 plg (1067 mm)                                             | Ferrocarriles Sudafricanos                                         | GDA                                                                | 5                                                                  | 1929                                                               | Linke-Hofmann-Busch                                                |
| 2-6-2+2-6-2                                                        | 5 pies 6 plg (1676 mm)                                             | Ferrocarril del Noroeste, India                                    | GAS                                                                | 1                                                                  | 1925                                                               | Beyer, Peacock                                                     |
| 2-6-2+2-6-2                                                        | 5 pies 6 plg (1676 mm)                                             | Ferrocarril del Gobierno de Ceilán                                 | C1                                                                 | 1                                                                  | 1927                                                               | Beyer, Peacock                                                     |
| 2-6-2+2-6-2                                                        | 5 pies 6 plg (1676 mm)                                             | Ferrocarril de São Paulo, Brasil                                   | R1                                                                 | 6                                                                  | 1927                                                               | Beyer, Peacock                                                     |
| 2-6-2+2-6-2                                                        | 5 pies 6 plg (1676 mm)                                             | Ferrocarril del Gobierno de Ceilán                                 | C1A                                                                | 8                                                                  | 1945                                                               | Beyer, Peacock                                                     |
| 2-8-0+0-8-2                                                        | 1000 mm (3' 32/5")                                                 | Ferrocarriles de Birmania                                          | GA.I                                                               | 1                                                                  | 1924                                                               | Beyer, Peacock                                                     |
| 2-8-0+0-8-2                                                        | 1000 mm (3' 32/5")                                                 | Ferrocarriles de Birmania                                          | GA.II                                                              | 1                                                                  | 1927                                                               | Beyer, Peacock                                                     |
| 2-8-0+0-8-2                                                        | 1000 mm (3' 32/5")                                                 | Ferrocarriles de Birmania                                          | GA.III                                                             | 3                                                                  | 1927                                                               | Beyer, Peacock                                                     |
| 2-8-0+0-8-2                                                        | 1000 mm (3' 32/5")                                                 | Departamento de guerra, Ferrocarril Assam Bengala                  | Light                                                              | 10                                                                 | 1943                                                               | Beyer, Peacock                                                     |
| 2-8-0+0-8-2                                                        | 1000 mm (3' 32/5")                                                 | Ferrocarriles de Birmania                                          | GA.IV                                                              | 8                                                                  | 1929                                                               | Krupp                                                              |
| 2-8-0+0-8-2                                                        | 4 pies 8,5 plg (1435 mm)                                           | Ferrocarril de Londres y del Noreste                               | U1                                                                 | 1                                                                  | 1925                                                               | Beyer, Peacock                                                     |
| 2-8-0+0-8-2                                                        | 4 pies 8,5 plg (1435 mm)                                           | Ferrocarriles Otomanos, Turquía                                    |                                                                    | 1                                                                  | 1927                                                               | Beyer, Peacock                                                     |
| 2-8-0+0-8-2                                                        | 4 pies 8,5 plg (1435 mm)                                           | Ferrocarril de Mauricio                                            |                                                                    | 3                                                                  | 1927                                                               | Beyer, Peacock                                                     |
| 2-8-0+0-8-2                                                        | 5 pies 6 plg (1676 mm)                                             | Ferrocarril Assam Bengala, India                                   | HSG                                                                | 2                                                                  | 1925                                                               | Beyer, Peacock                                                     |
| 2-8-2+2-8-2                                                        | 1000 mm (3' 32/5")                                                 | Ferrocarril Franco Etíope y Libio                                  |                                                                    | 6                                                                  | 1939                                                               | Ansaldo, Italia                                                    |
| 2-8-2+2-8-2                                                        | 1000 mm (3' 32/5")                                                 | Departamento de Guerra, India/Birmania                             |                                                                    | 14                                                                 | 1944                                                               | Beyer, Peacock                                                     |
| 2-8-2+2-8-2                                                        | 1000 mm (3' 32/5")                                                 | Ferrocarriles Estatales Reales de Tailandia                        |                                                                    | 6                                                                  | 1929                                                               | Henschel                                                           |
| 2-8-2+2-8-2                                                        | 1000 mm (3' 32/5")                                                 | Ferrocarriles Reales de Tailandia                                  |                                                                    | 2                                                                  | 1936                                                               | Henschel                                                           |
| 2-8-2+2-8-2                                                        | 3 pies 6 plg (1067 mm)                                             | Corporación de Desarrollo de Sierra Leona                          |                                                                    | 1                                                                  | 1937                                                               | Beyer, Peacock                                                     |
| 2-8-2+2-8-2                                                        | 3 pies 6 plg (1067 mm)                                             | Corporación de Desarrollo de Sierra Leona                          |                                                                    | 1                                                                  | 1937                                                               | Beyer, Peacock                                                     |
| 2-8-2+2-8-2                                                        | 3 pies 6 plg (1067 mm)                                             | Ferrocarriles Sudafricanos                                         | GE                                                                 | 6                                                                  | 1924                                                               | Beyer, Peacock                                                     |
| 2-8-2+2-8-2                                                        | 3 pies 6 plg (1067 mm)                                             | Ferrocarriles Sudafricanos                                         | GE                                                                 | 10                                                                 | 1927                                                               | Beyer, Peacock                                                     |
| 2-8-2+2-8-2                                                        | 3 pies 6 plg (1067 mm)                                             | Ferrocarriles de Rhodesia                                          |                                                                    | 8                                                                  | 1929-30                                                            | Beyer, Peacock                                                     |
| 2-8-2+2-8-2                                                        | 3 pies 6 plg (1067 mm)                                             | Ferrocarriles Sudafricanos                                         | GE                                                                 | 2                                                                  | 1930                                                               | Beyer, Peacock                                                     |
| 2-8-2+2-8-2                                                        | 3 pies 6 plg (1067 mm)                                             | Corporación de Desarrollo de Sierra Leona                          |                                                                    | 2                                                                  | 1931                                                               | Beyer, Peacock                                                     |
| 2-8-2+2-8-2                                                        | 3 pies 6 plg (1067 mm)                                             | Ferrocarriles de Rhodesia                                          |                                                                    | 6                                                                  | 1938                                                               | Beyer, Peacock                                                     |
| 2-8-2+2-8-2                                                        | 3 pies 6 plg (1067 mm)                                             | Ferrocarriles de Rhodesia                                          |                                                                    | 6                                                                  | 1937                                                               | Beyer, Peacock                                                     |
| 2-8-2+2-8-2                                                        | 3 pies 6 plg (1067 mm)                                             | Departamento de guerra, Congo/Gold Coast/Rhodesia                  |                                                                    | 18                                                                 | 1943                                                               | Beyer, Peacock                                                     |
| 2-8-2+2-8-2                                                        | 3 pies 6 plg (1067 mm)                                             | Ferrocarriles de Rhodesia                                          |                                                                    | 30                                                                 | 1953                                                               | Beyer, Peacock                                                     |
| 2-8-2+2-8-2                                                        | 4 pies 8,5 plg (1435 mm)                                           | Central del Perú                                                   |                                                                    | 1                                                                  | 1931                                                               | Beyer, Peacock                                                     |
| 2-8-2+2-8-2                                                        | 4 pies 8,5 plg (1435 mm)                                           | Ferrocarriles de Nitrato, Chile                                    |                                                                    | 3                                                                  | 1926                                                               | Beyer, Peacock                                                     |
| 2-8-2+2-8-2                                                        | 4 pies 8,5 plg (1435 mm)                                           | Ferrocarriles de Nitrato, Chile                                    |                                                                    | 3                                                                  | 1928                                                               | Beyer, Peacock                                                     |
| 2-8-2+2-8-2                                                        | 4 pies 8,5 plg (1435 mm)                                           | Central del Perú                                                   |                                                                    | 3                                                                  | 1930                                                               | Beyer, Peacock                                                     |
| 2-8-2+2-8-2                                                        | 5 pies 6 plg (1676 mm)                                             | Ferrocarril Central de Aragón, España                              |                                                                    | 6                                                                  | 1931                                                               | Babcock & Wilcox, España                                           |
| 2-8-2+2-8-2                                                        | 5 pies 6 plg (1676 mm)                                             | Renfe, España                                                      |                                                                    | 10                                                                 | 1960                                                               | Babcock & Wilcox, España                                           |
| 4-4-2+2-4-4                                                        | 3 pies 6 plg (1067 mm)                                             | Ferrocarriles del Gobierno de Tasmania                             | M                                                                  | 2                                                                  | 1912                                                               | Beyer, Peacock                                                     |
| 4-4-2+2-4-4                                                        | 4 pies 8,5 plg (1435 mm)                                           | Ferrocarril Entre Ríos (FCER), Argentina                           |                                                                    | 5                                                                  | 1927                                                               | Beyer, Peacock                                                     |
| 4-4-2+2-4-4                                                        | 4 pies 8,5 plg (1435 mm)                                           | Noreste Argentino (FCNEA)                                          |                                                                    | 3                                                                  | 1930                                                               | Beyer, Peacock                                                     |
| 4-6-0+0-6-4                                                        | 3 pies (914 mm)                                                    | Ferrocarril Pacífico de Colombia                                   |                                                                    | 2                                                                  | 1924                                                               | Armstrong Whitworth                                                |
| 4-6-0+0-6-4                                                        | 1000 mm (3' 32/5")                                                 | Ferrocarril de Mogyana, Brasil                                     |                                                                    | 2                                                                  | 1912                                                               | Beyer, Peacock                                                     |
| 4-6-0+0-6-4                                                        | 1000 mm (3' 32/5")                                                 | Ferrocarril de Mogyana, Brasil                                     |                                                                    | 3                                                                  | 1914                                                               | Beyer, Peacock                                                     |
| 4-6-2+2-6-4                                                        | 3 pies (914 mm)                                                    | Ferrocarril Dorada, Colombia                                       |                                                                    | 2                                                                  | 1938                                                               | Beyer, Peacock                                                     |
| 4-6-2+2-6-4                                                        | 1000 mm (3' 32/5")                                                 | Midland de Buenos Aires, Argentina                                 |                                                                    | 2                                                                  | 1929                                                               | Beyer, Peacock                                                     |
| 4-6-2+2-6-4                                                        | 1000 mm (3' 32/5")                                                 | Ferrocarril de Leopoldina, Brasil                                  |                                                                    | 2                                                                  | 1929                                                               | Beyer, Peacock                                                     |
| 4-6-2+2-6-4                                                        | 1000 mm (3' 32/5")                                                 | Ferrocarril de Leopoldina, Brasil                                  |                                                                    | 6                                                                  | 1937                                                               | Beyer, Peacock                                                     |
| 4-6-2+2-6-4                                                        | 1000 mm (3' 32/5")                                                 | Ferrocarril de Leopoldina, Brasil                                  |                                                                    | 8                                                                  | 1943                                                               | Beyer, Peacock                                                     |
| 4-6-2+2-6-4                                                        | 1000 mm (3' 32/5")                                                 | Vía Férrea de Río Grande do Sul, Brasil                            |                                                                    | 10                                                                 | 1931                                                               | Henschel                                                           |
| 4-6-2+2-6-4                                                        | 3 pies 6 plg (1067 mm)                                             | Ferrocarriles del Gobierno de Nueva Zelanda                        | G                                                                  | 3                                                                  | 1928                                                               | Beyer, Peacock                                                     |
| 4-6-2+2-6-4                                                        | 3 pies 6 plg (1067 mm)                                             | Ferrocarriles de Nigeria                                           |                                                                    | 4                                                                  | 1935                                                               | Beyer, Peacock                                                     |
| 4-6-2+2-6-4                                                        | 3 pies 6 plg (1067 mm)                                             | Ferrocarriles Nigerianos                                           |                                                                    | 2                                                                  | 1936                                                               | Beyer, Peacock                                                     |
| 4-6-2+2-6-4                                                        | 3 pies 6 plg (1067 mm)                                             | Ferrocarriles Nigerianos                                           |                                                                    | 6                                                                  | 1937                                                               | Beyer, Peacock                                                     |
| 4-6-2+2-6-4                                                        | 3 pies 6 plg (1067 mm)                                             | Ferrocarriles Nigerianos                                           |                                                                    | 4                                                                  | 1939                                                               | Beyer, Peacock                                                     |
| 4-6-2+2-6-4                                                        | 3 pies 6 plg (1067 mm)                                             | Ferrocarriles Nigerianos                                           |                                                                    | 6                                                                  | 1943                                                               | Beyer, Peacock                                                     |
| 4-6-2+2-6-4                                                        | 3 pies 6 plg (1067 mm)                                             | Ferrocarriles Sudafricanos                                         | GF                                                                 | 37                                                                 | 1927                                                               | Hanomag                                                            |
| 4-6-2+2-6-4                                                        | 3 pies 6 plg (1067 mm)                                             | Ferrocarriles Sudafricanos                                         | GF                                                                 | 18                                                                 | 1928                                                               | Henschel                                                           |
| 4-6-2+2-6-4                                                        | 3 pies 6 plg (1067 mm)                                             | Ferrocarriles Sudafricanos                                         | GF                                                                 | 10                                                                 | 1928                                                               | Maffei                                                             |
| 4-6-2+2-6-4                                                        | 4 pies 8,5 plg (1435 mm)                                           | PLM, Argelia                                                       | 231-132.AT                                                         | 1                                                                  | 1932                                                               | Franco-Belga, Francia                                              |
| 4-6-2+2-6-4                                                        | 4 pies 8,5 plg (1435 mm)                                           | Ferrocarril de Argelia                                             | 231-132.BT                                                         | 12                                                                 | 1936                                                               | Franco-Belga, Francia                                              |
| 4-6-2+2-6-4                                                        | 4 pies 8,5 plg (1435 mm)                                           | Ferrocarril de Argelia                                             | 231-132.BT                                                         | 4                                                                  | 1937                                                               | Franco-Belga, Francia                                              |
| 4-6-2+2-6-4                                                        | 4 pies 8,5 plg (1435 mm)                                           | Ferrocarril de Argelia                                             | 231-132.BT                                                         | 6                                                                  | 1939                                                               | Franco-Belga, Francia                                              |
| 4-6-2+2-6-4                                                        | 4 pies 8,5 plg (1435 mm)                                           | Ferrocarril de Argelia                                             | 231-132.BT                                                         | 7                                                                  | 1940                                                               | Franco-Belga, Francia                                              |
| 4-6-2+2-6-4                                                        | 5 pies 6 plg (1676 mm)                                             | Ferrocarril Central de Aragón, España                              |                                                                    | 6                                                                  | 1931                                                               | Euskalduna, Bilbao                                                 |
| 4-6-4+4-6-4                                                        | 3 pies 6 plg (1067 mm)                                             | Ferrocarriles de Sudán                                             | 250                                                                | 4                                                                  | 1936                                                               | Beyer, Peacock                                                     |
| 4-6-4+4-6-4                                                        | 3 pies 6 plg (1067 mm)                                             | Ferrocarriles de Sudán                                             | 250                                                                | 6                                                                  | 1937                                                               | Beyer, Peacock                                                     |
| 4-6-4+4-6-4                                                        | 3 pies 6 plg (1067 mm)                                             | Ferrocarriles de Rhodesia                                          | 15th                                                               | 4                                                                  | 1940                                                               | Beyer, Peacock                                                     |
| 4-6-4+4-6-4                                                        | 3 pies 6 plg (1067 mm)                                             | Ferrocarriles de Rhodesia                                          | 15th                                                               | 10                                                                 | 1947                                                               | Beyer, Peacock                                                     |
| 4-6-4+4-6-4                                                        | 3 pies 6 plg (1067 mm)                                             | Ferrocarriles de Rhodesia                                          | 15th                                                               | 20                                                                 | 1948–49                                                            | Beyer, Peacock                                                     |
| 4-6-4+4-6-4                                                        | 3 pies 6 plg (1067 mm)                                             | Ferrocarriles de Rhodesia                                          | 15A                                                                | 15                                                                 | 1949–50                                                            | Beyer, Peacock                                                     |
| 4-6-4+4-6-4                                                        | 3 pies 6 plg (1067 mm)                                             | Ferrocarriles de Rhodesia                                          | 15A                                                                | 15                                                                 | 1950                                                               | Beyer, Peacock                                                     |
| 4-6-4+4-6-4                                                        | 3 pies 6 plg (1067 mm)                                             | Ferrocarriles de Rhodesia                                          | 15A                                                                | 10                                                                 | 1952                                                               | Franco-Belga, Francia                                              |
| 4-8-0+0-8-4                                                        | 5 pies 6 plg (1676 mm)                                             | Ferrocarril de Bengala Nagpur, India                               | N                                                                  | 16                                                                 | 1929                                                               | Beyer, Peacock                                                     |
| 4-8-0+0-8-4                                                        | 5 pies 6 plg (1676 mm)                                             | Ferrocarril de Bengala Nagpur, India                               | NM                                                                 | 10                                                                 | 1931                                                               | Beyer, Peacock                                                     |
| 4-8-2+2-8-4                                                        | 2 pies 6 plg (762 mm)                                              | Gobierno de Sierra Leona                                           |                                                                    | 14                                                                 | 1955-56                                                            | Beyer, Peacock                                                     |
| 4-8-2+2-8-4                                                        | 1000 mm (3' 32/5")                                                 | Ferrocarril de Kenia Uganda                                        | EC                                                                 | 4                                                                  | 1926                                                               | Beyer, Peacock                                                     |
| 4-8-2+2-8-4                                                        | 1000 mm (3' 32/5")                                                 | Ferrocarril de Kenia Uganda                                        | EC1                                                                | 12                                                                 | 1928                                                               | Beyer, Peacock                                                     |
| 4-8-2+2-8-4                                                        | 1000 mm (3' 32/5")                                                 | Ferrocarril de Kenia Uganda                                        | EC1                                                                | 8                                                                  | 1928                                                               | Beyer, Peacock                                                     |
| 4-8-2+2-8-4                                                        | 1000 mm (3' 32/5")                                                 | Ferrocarril de Antofagasta (Chile) y Bolivia                       |                                                                    | 3                                                                  | 1929                                                               | Beyer, Peacock                                                     |
| 4-8-2+2-8-4                                                        | 1000 mm (3' 32/5")                                                 | Ferrocarril Central Córdoba, Argentina                             | E11                                                                | 10                                                                 | 1929                                                               | Beyer, Peacock                                                     |
| 4-8-2+2-8-4                                                        | 1000 mm (3' 32/5")                                                 | Ferrocarril de Kenia Uganda                                        | EC1                                                                | 2                                                                  | 1930                                                               | Beyer, Peacock                                                     |
| 4-8-2+2-8-4                                                        | 1000 mm (3' 32/5")                                                 | Ferrocarril Tanganica                                              | GA                                                                 | 3                                                                  | 1931                                                               | Beyer, Peacock                                                     |
| 4-8-2+2-8-4                                                        | 1000 mm (3' 32/5")                                                 | Departamento de Guerra, Ferrocarril Kenia Uganda                   | Pesada                                                             | 7                                                                  | 1943                                                               | Beyer, Peacock                                                     |
| 4-8-2+2-8-4                                                        | 1000 mm (3' 32/5")                                                 | Departamento de guerra, Birmania                                   | Ligera                                                             | 20                                                                 | 1945                                                               | Beyer, Peacock                                                     |
| 4-8-2+2-8-4                                                        | 1000 mm (3' 32/5")                                                 | Ferrocarril de Kenia Uganda                                        | EC6                                                                | 6                                                                  | 1949                                                               | Beyer, Peacock                                                     |
| 4-8-2+2-8-4                                                        | 1000 mm (3' 32/5")                                                 | Ferrocarriles de Birmania                                          | GE                                                                 | 4                                                                  | 1949                                                               | Beyer, Peacock                                                     |
| 4-8-2+2-8-4                                                        | 1000 mm (3' 32/5")                                                 | Angola: Ferrocarril de Luanda (CFL)                                | 500                                                                | 6                                                                  | 1949                                                               | Beyer, Peacock                                                     |
| 4-8-2+2-8-4                                                        | 1000 mm (3' 32/5")                                                 | Ferrocarril de Antofagasta (Chile) y Bolivia                       |                                                                    | 6                                                                  | 1950                                                               | Beyer, Peacock                                                     |
| 4-8-2+2-8-4                                                        | 1000 mm (3' 32/5")                                                 | Ferrocarriles de África Oriental                                   | 60                                                                 | 4                                                                  | 1954                                                               | Beyer, Peacock                                                     |
| 4-8-2+2-8-4                                                        | 1000 mm (3' 32/5")                                                 | Ferrocarriles de África Oriental                                   | 59                                                                 | 27                                                                 | 1955                                                               | Beyer, Peacock                                                     |
| 4-8-2+2-8-4                                                        | 1000 mm (3' 32/5")                                                 | Ferrocarriles de África Oriental                                   | 60                                                                 | 8                                                                  | 1954                                                               | Beyer, Peacock                                                     |
| 4-8-2+2-8-4                                                        | 1000 mm (3' 32/5")                                                 | Ferrocarriles de África Oriental                                   | 59                                                                 | 7                                                                  | 1955                                                               | Beyer, Peacock                                                     |
| 4-8-2+2-8-4                                                        | 1000 mm (3' 32/5")                                                 | Ferrocarriles de África Oriental                                   | 60                                                                 | 5                                                                  | 1954                                                               | Beyer, Peacock                                                     |
| 4-8-2+2-8-4                                                        | 1000 mm (3' 32/5")                                                 | Ferrocarril del África Occidental Francesa                         | 93                                                                 | 10                                                                 | 1938                                                               | Franco-Belga, Francia                                              |
| 4-8-2+2-8-4                                                        | 1000 mm (3' 32/5")                                                 | Ferrocarril del África Occidental Francesa                         | 93                                                                 | 10                                                                 | 1939                                                               | Franco-Belga, Francia                                              |
| 4-8-2+2-8-4                                                        | 1000 mm (3' 32/5")                                                 | Ferrocarril del África Occidental Francesa                         | 93                                                                 | 7                                                                  | 1941                                                               | Franco-Belga, Francia                                              |
| 4-8-2+2-8-4                                                        | 1000 mm (3' 32/5")                                                 | Ferrocarriles de África Oriental                                   | 60                                                                 | 12                                                                 | 1954                                                               | Franco-Belga, Francia                                              |
| 4-8-2+2-8-4                                                        | 1000 mm (3' 32/5")                                                 | Rede Ferrovaria do Noroeste, Brasil                                |                                                                    | 6                                                                  | 1952                                                               | Henschel                                                           |
| 4-8-2+2-8-4                                                        | 1000 mm (3' 32/5")                                                 | Ferrocarril de Kenia Uganda                                        | EC                                                                 | 10                                                                 | 1931                                                               | NBL                                                                |
| 4-8-2+2-8-4                                                        | 1050 mm (3' 5,30")                                                 | PLM, Argelia                                                       | 241-142.YAT                                                        | 4                                                                  | 1931                                                               | Franco-Belga, Francia                                              |
| 4-8-2+2-8-4                                                        | 3 pies 6 plg (1067 mm)                                             | Ferrocarriles de Queensland                                        | ASG                                                                | 5                                                                  | 1944                                                               | Clyde Engineering                                                  |
| 4-8-2+2-8-4                                                        | 3 pies 6 plg (1067 mm)                                             | Ferrocarriles del Gobierno de Tasmania                             | ASG                                                                | 2                                                                  | 1945                                                               | Clyde Engineering                                                  |
| 4-8-2+2-8-4                                                        | 3 pies 6 plg (1067 mm)                                             | Ferrocarriles de Queensland                                        | ASG                                                                | 3                                                                  | 1944                                                               | Clyde Engineering                                                  |
| 4-8-2+2-8-4                                                        | 3 pies 6 plg (1067 mm)                                             | Ferrocarriles del Gobierno de Australia Occidental                 | ASG                                                                | 6                                                                  | 1945                                                               | Clyde Engineering                                                  |
| 4-8-2+2-8-4                                                        | 3 pies 6 plg (1067 mm)                                             | Ferrocarriles del Gobierno de Tasmania                             | ASG                                                                | 3                                                                  | 1945                                                               | Clyde Engineering                                                  |
| 4-8-2+2-8-4                                                        | 3 pies 6 plg (1067 mm)                                             | Ferrocarriles del Gobierno de Australia Occidental                 | ASG                                                                | 3                                                                  | 1945                                                               | Clyde Engineering                                                  |
| 4-8-2+2-8-4                                                        | 3 pies 6 plg (1067 mm)                                             | Ferrocarriles del Gobierno de Queensland                           | ASG                                                                | 9                                                                  | 1943-44                                                            | Talleres del Ferrocarril de Islington                              |
| 4-8-2+2-8-4                                                        | 3 pies 6 plg (1067 mm)                                             | Ferrocarriles del Gobierno de Australia Occidental                 | ASG                                                                | 1                                                                  | 1943-44                                                            | Islington Railway Workshops                                        |
| 4-8-2+2-8-4                                                        | 3 pies 6 plg (1067 mm)                                             | Ferrocarriles del Gobierno de Australia Occidental                 | ASG                                                                | 2                                                                  | 1944 ca                                                            | Islington Railway Workshops                                        |
| 4-8-2+2-8-4                                                        | 3 pies 6 plg (1067 mm)                                             | Ferrocarriles del Gobierno de Australia Occidental                 | ASG                                                                | 5                                                                  | 1943-44                                                            | Talleres del Ferrocarril Midland                                   |
| 4-8-2+2-8-4                                                        | 3 pies 6 plg (1067 mm)                                             | Ferrocarriles del Gobierno de Australia Occidental                 | ASG                                                                | 5                                                                  | 1944 ca                                                            | Talleres del Ferrocarril Midland                                   |
| 4-8-2+2-8-4                                                        | 3 pies 6 plg (1067 mm)                                             | Ferrocarriles del Gobierno de Queensland                           | ASG                                                                | 5                                                                  | 1943-44                                                            | Talleres de Newport                                                |
| 4-8-2+2-8-4                                                        | 3 pies 6 plg (1067 mm)                                             | Ferrocarriles del Gobierno de Australia Occidental                 | ASG                                                                | 1                                                                  | 1944                                                               | Talleres Newport                                                   |
| 4-8-2+2-8-4                                                        | 3 pies 6 plg (1067 mm)                                             | Ferrocarriles del Gobierno de Australia Occidental                 | ASG                                                                | 2                                                                  | 1945                                                               | Talleres Newport                                                   |
| 4-8-2+2-8-4                                                        | 3 pies 6 plg (1067 mm)                                             | Cemento Portland Australia                                         | ASG                                                                | 1                                                                  | 1945                                                               | Talleres Newport                                                   |
| 4-8-2+2-8-4                                                        | 3 pies 6 plg (1067 mm)                                             | Ferrocarriles del Gobierno de Tasmania                             | ASG                                                                | 3                                                                  | 1944                                                               | Talleres Newport                                                   |
| 4-8-2+2-8-4                                                        | 3 pies 6 plg (1067 mm)                                             | Ferrocarriles de Queensland                                        | ASG                                                                | 1                                                                  | 1944                                                               | Talleres Newport                                                   |
| 4-8-2+2-8-4                                                        | 3 pies 6 plg (1067 mm)                                             | Angola: Ferrocarril de Benguela (CFB)                              | 10A                                                                | 6                                                                  | 1927                                                               | Beyer, Peacock                                                     |
| 4-8-2+2-8-4                                                        | 3 pies 6 plg (1067 mm)                                             | Ferrocarriles Sudafricanos                                         | GL                                                                 | 2                                                                  | 1930                                                               | Beyer, Peacock                                                     |
| 4-8-2+2-8-4                                                        | 3 pies 6 plg (1067 mm)                                             | Ferrocarril de Emu Bay, Tasmania                                   |                                                                    | 3                                                                  | 1929                                                               | Beyer, Peacock                                                     |
| 4-8-2+2-8-4                                                        | 3 pies 6 plg (1067 mm)                                             | Angola: Ferrocarril de Benguela (CFB)                              | 10B                                                                | 14                                                                 | 1930                                                               | Beyer, Peacock                                                     |
| 4-8-2+2-8-4                                                        | 3 pies 6 plg (1067 mm)                                             | Ferrocarriles Nigerianos                                           |                                                                    | 2                                                                  | 1930                                                               | Beyer, Peacock                                                     |
| 4-8-2+2-8-4                                                        | 3 pies 6 plg (1067 mm)                                             | Ferrocarriles Sudafricanos                                         | GL                                                                 | 6                                                                  | 1930                                                               | Beyer, Peacock                                                     |
| 4-8-2+2-8-4                                                        | 3 pies 6 plg (1067 mm)                                             | Ferrocarriles Sudafricanos                                         | GM                                                                 | 16                                                                 | 1938                                                               | Beyer, Peacock                                                     |
| 4-8-2+2-8-4                                                        | 3 pies 6 plg (1067 mm)                                             | Ferrocarriles Sudafricanos                                         | GEA                                                                | 50                                                                 | 1945-47                                                            | Beyer, Peacock                                                     |
| 4-8-2+2-8-4                                                        | 3 pies 6 plg (1067 mm)                                             | Ferrocarriles del Gobierno de Queensland                           | BG                                                                 | 10                                                                 | 1951                                                               | Beyer, Peacock                                                     |
| 4-8-2+2-8-4                                                        | 3 pies 6 plg (1067 mm)                                             | Angola: Ferrocarril de Benguela (CFB)                              | 10C                                                                | 10                                                                 | 1951                                                               | Beyer, Peacock                                                     |
| 4-8-2+2-8-4                                                        | 3 pies 6 plg (1067 mm)                                             | Angola: Ferrocarril de Benguela (CFB)                              | 10C                                                                | 2                                                                  | 1952                                                               | Beyer, Peacock                                                     |
| 4-8-2+2-8-4                                                        | 3 pies 6 plg (1067 mm)                                             | Ferrocarriles Sudafricanos                                         | GMA                                                                | 3                                                                  | 1956                                                               | Beyer, Peacock                                                     |
| 4-8-2+2-8-4                                                        | 3 pies 6 plg (1067 mm)                                             | Angola: Ferrocarril de Benguela (CFB)                              | 10C                                                                | 6                                                                  | 1952                                                               | Beyer, Peacock                                                     |
| 4-8-2+2-8-4                                                        | 3 pies 6 plg (1067 mm)                                             | Angola: Ferrocarril de Benguela (CFB)                              | 10D                                                                | 10                                                                 | 1955-56                                                            | Beyer, Peacock                                                     |
| 4-8-2+2-8-4                                                        | 3 pies 6 plg (1067 mm)                                             | Ferrocarriles Sudafricanos                                         | GMA                                                                | 5                                                                  | 1956                                                               | Beyer, Peacock                                                     |
| 4-8-2+2-8-4                                                        | 3 pies 6 plg (1067 mm)                                             | Ferrocarriles de Rhodesia                                          | 20                                                                 | 15                                                                 | 1954-55                                                            | Beyer, Peacock                                                     |
| 4-8-2+2-8-4                                                        | 3 pies 6 plg (1067 mm)                                             | Ferrocarriles Sudafricanos                                         | GMA                                                                | 15                                                                 | 1956                                                               | Beyer, Peacock                                                     |
| 4-8-2+2-8-4                                                        | 3 pies 6 plg (1067 mm)                                             | Ferrocarriles de Rhodesia                                          | 20                                                                 | 6                                                                  | 1957                                                               | Beyer, Peacock                                                     |
| 4-8-2+2-8-4                                                        | 3 pies 6 plg (1067 mm)                                             | Ferrocarriles de Rhodesia                                          | 20A                                                                | 40                                                                 | 1957-58                                                            | Beyer, Peacock                                                     |
| 4-8-2+2-8-4                                                        | 3 pies 6 plg (1067 mm)                                             | Ferrocarriles Sudafricanos                                         | GMA                                                                | 10                                                                 | 1958                                                               | Beyer, Peacock                                                     |
| 4-8-2+2-8-4                                                        | 3 pies 6 plg (1067 mm)                                             | Ferrocarril de Mozambique                                          | 951                                                                | 12                                                                 | 1952                                                               | Du Haine Saint-Pierre                                              |
| 4-8-2+2-8-4                                                        | 3 pies 6 plg (1067 mm)                                             | Ferrocarril del Bajo Congo a Katanga                               | 900                                                                | 12                                                                 | 1953                                                               | Du Haine Saint-Pierre                                              |
| 4-8-2+2-8-4                                                        | 3 pies 6 plg (1067 mm)                                             | Ferrocarriles del Gobierno de Queensland                           | BG                                                                 | 20                                                                 | 1951                                                               | Franco-Belga, Francia                                              |
| 4-8-2+2-8-4                                                        | 3 pies 6 plg (1067 mm)                                             | Ferrocarriles Sudafricanos                                         | 400                                                                | 10                                                                 | 1953                                                               | Franco-Belga, Francia                                              |
| 4-8-2+2-8-4                                                        | 3 pies 6 plg (1067 mm)                                             | Angola: Ferrocarril de Moçamedes (CFM)                             | 100                                                                | 6                                                                  | 1953                                                               | Henschel                                                           |
| 4-8-2+2-8-4                                                        | 3 pies 6 plg (1067 mm)                                             | Ferrocarril de Mozambique                                          | 971                                                                | 5                                                                  | 1956                                                               | Henschel                                                           |
| 4-8-2+2-8-4                                                        | 3 pies 6 plg (1067 mm)                                             | Ferrocarriles Sudafricanos                                         | GMA                                                                | 25                                                                 | 1952                                                               | Henschel                                                           |
| 4-8-2+2-8-4                                                        | 3 pies 6 plg (1067 mm)                                             | Ferrocarriles Sudafricanos                                         | GO                                                                 | 25                                                                 | 1954                                                               | Henschel                                                           |
| 4-8-2+2-8-4                                                        | 3 pies 6 plg (1067 mm)                                             | Ferrocarriles Sudafricanos                                         | GMA                                                                | 30                                                                 | 1954                                                               | Henschel                                                           |
| 4-8-2+2-8-4                                                        | 3 pies 6 plg (1067 mm)                                             | Angola: Ferrocarril de Luanda (CFL)                                | 550                                                                | 6                                                                  | 1954                                                               | Krupp                                                              |
| 4-8-2+2-8-4                                                        | 3 pies 6 plg (1067 mm)                                             | Ferrocarriles Sudafricanos                                         | GMA                                                                | 12                                                                 | 1956                                                               | NBL                                                                |
| 4-8-2+2-8-4                                                        | 3 pies 6 plg (1067 mm)                                             | Ferrocarriles Sudafricanos                                         | GMA                                                                | 10                                                                 | 1958                                                               | NBL                                                                |
| 4-8-2+2-8-4                                                        | 3 pies 6 plg (1067 mm)                                             | Ferrocarriles Sudafricanos                                         | GMA                                                                | 10                                                                 | 1958                                                               | NBL                                                                |
| 4-8-2+2-8-4                                                        | 4 pies 8,5 plg (1435 mm)                                           | Ferrocarril Estatal iraní                                          | 86                                                                 | 4                                                                  | 1936                                                               | Beyer, Peacock                                                     |
| 4-8-2+2-8-4                                                        | 5 pies (1524 mm)                                                   | Ferrocarriles soviéticos                                           | ? [Ya]                                                             | 1                                                                  | 1932                                                               | Beyer, Peacock                                                     |
| 4-8-2+2-8-4                                                        | 5 pies 6 plg (1676 mm)                                             | Ferrocarril Buenos Aires al Pacífico, Argentina                    | 951                                                                | 1                                                                  | 1931                                                               | Beyer, Peacock                                                     |
| 4-8-2+2-8-4                                                        | 5 pies 6 plg (1676 mm)                                             | Ferrocarril del Sud, Argentina                                     | 14                                                                 | 12                                                                 | 1928                                                               | Beyer, Peacock                                                     |
| 4-8-2+2-8-4                                                        | 5 pies 6 plg (1676 mm)                                             | Buenos Aires y Ferrocarril del Pacífico, Argentina                 | 951                                                                | 3                                                                  | 1930                                                               | Beyer, Peacock                                                     |
| 4-8-2+2-8-4                                                        | 5 pies 6 plg (1676 mm)                                             | Ferrocarril de Bengala Nagpur, India                               | P                                                                  | 4                                                                  | 1939                                                               | Beyer, Peacock                                                     |
| 4-8-4+4-8-4                                                        | 1000 mm (3' 32/5")                                                 | Ferrocarril de Kenia Uganda                                        | EC3                                                                | 6                                                                  | 1939                                                               | Beyer, Peacock                                                     |
| 4-8-4+4-8-4                                                        | 1000 mm (3' 32/5")                                                 | Ferrocarril de Kenia Uganda                                        | EC3                                                                | 6                                                                  | 1940                                                               | Beyer, Peacock                                                     |
| 4-8-4+4-8-4                                                        | 1000 mm (3' 32/5")                                                 | Ferrocarril de Kenia Uganda                                        | EC3                                                                | 18                                                                 | 1949                                                               | Beyer, Peacock                                                     |
| 4-8-4+4-8-4                                                        | 4 pies 8,5 plg (1435 mm)                                           | Ferrocarriles del Gobierno de Nueva Gales del Sur                  | AD60                                                               | 25                                                                 | 1952                                                               | Beyer, Peacock                                                     |
| 4-8-4+4-8-4                                                        | 4 pies 8,5 plg (1435 mm)                                           | Ferrocarriles del gobierno de Nueva Gales del Sur                  | AD60                                                               | 17                                                                 | 1952                                                               | Beyer, Peacock                                                     |
| 4-8-4+4-8-4                                                        | 4 pies 8,5 plg (1435 mm)                                           | Ferrocarriles del gobierno de Nueva Gales del Sur                  | AD60                                                               | 5                                                                  | 1952                                                               | Beyer, Peacock                                                     |

## Garratt alrededor del mundo
Las Garratt se utilizaron en África, Asia, Australia, Europa y América del Sur. No se utilizaron en los Ferrocarriles de América del Norte, seguramente porque las compañías ferroviarias estadounidenses consideraron que las capacidades de carbón y agua de las Garratt eran insuficientes para sus requisitos.

### África

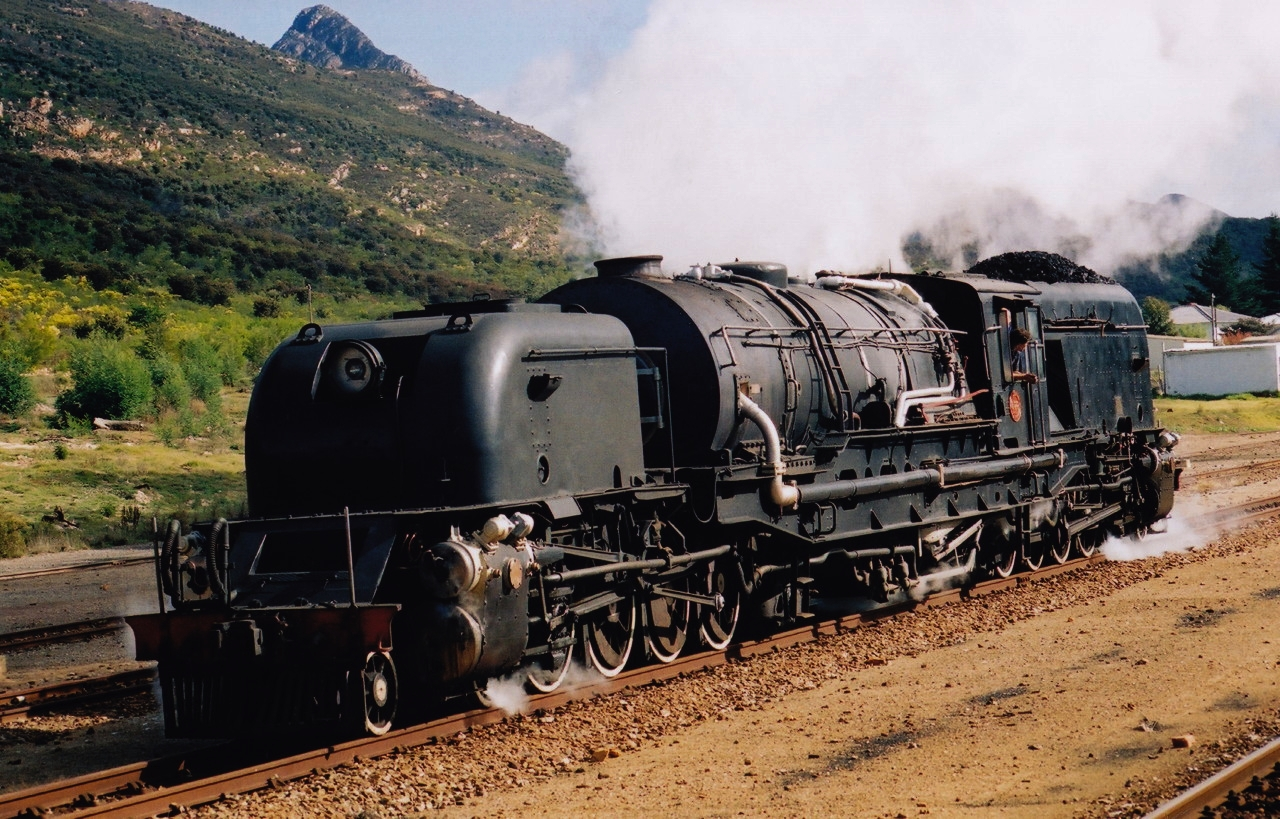
Garratt Clase Sudafricana GMAM

Las Garratt se usaron ampliamente en África, con un gran número en Sudáfrica, Rhodesia (ahora Zimbabue) y Argelia; y un menor número en Angola, Congo, Ghana, Costa de Marfil, Kenia, Libia, Madagascar, Mozambique, Nigeria, Senegal, Sierra Leona, Sudán, Uganda y Zaire. 

#### Argelia
En Argelia, funcionaron 29 locomotoras Garratt 4-6-2+2-6-4 , construidas entre 1936 y 1941 por la Société Franco-Belge de Materiel de Chemins de Fer en Raismes, en el norte de Francia, hasta que la guerra de Independencia de Argelia provocó su retirada en 1951. Esta clase, designada 231-132BT, fue simplificada y contó con equipo de movimiento Cossart, alimentadores mecánicos y ruedas motrices de 1,8 m (5' 1029/32") de diámetro, las más grandes de todas las clases de Garratt. En una prueba en Francia, una de estas máquinas alcanzó una velocidad de 132 kilómetros por hora (82,0 mph), un récord para cualquier clase de Garratt (y de hecho, cualquier locomotora articulada).

#### Angola
Los tres ferrocarriles principales en Angola usaban máquinas Garratt. 
El principal usuario era el Caminho de Ferro de Benguela, que utilizaba vías de 3 pies 6 plg (1067 mm) de ancho. Cuarenta y ocho fueron compradas a Beyer, Peacock entre 1926 y 1956. Vinieron en cuatro lotes, clase 10A (301–306); clase 10B (311–324) en 1930; clase 10C (331–348) en 1954; y clase 10D (361–370). 
El segundo usuario más grande fue Caminhos de Ferro de Luanda, quien compró seis 4-8-2+2-8-4 (501–506) a Beyer, Peacock en 1949, y seis más (551–556) a Krupp de Alemania en 1954. 
El otro usuario fue Caminhos de Ferro de Moçâmedes, quien compró seis 4-8-2+2-8-4 (101-106) a Henschel & Son de Alemania. 

#### Botsuana
Máquinas Garratt operadas en vías de 3 pies 6 plg (1067 mm) de los trenes en tránsito de Sudáfrica a Rhodesia.

#### Kenia, Tanzania y Uganda
Las locomotoras de vapor más grandes y potentes en ancho métrico fueron las Garratt de la Clase 59 de los Ferrocarriles de África del Este (EAR), cada una de ellas una 4-8-2+2-8-4 con una gran rejilla de 70 pies cuadrados (650,3 dm²), con un esfuerzo de tracción de 83 350 libras (370,76 kN). Estas treinta y cuatro Garratt, que funcionaban con petróleo, permanecieron en servicio regular hasta 1980. Dos sobreviven, con los números 5918 y 5930. Ambas han trabajado desde 1980 en trenes de excursiones turísticas, pero ahora están fuera de servicio y pertenecen al Museo del Ferrocarril de Nairobi.
Las Garratt que servían en los Ferrocarriles de África Oriental, serían las primeras heredadas por los Ferrocarriles de Kenia y Uganda (KUR) o los Ferrocarriles de Tanganica (TR): 
- Clase 50 - Tipo EC1 - 18 locomotoras Nos. 5001–5020 construidas en 1928 (ex KUR 45–64)
- Clase 51 - Tipo EC1 - 2 locomotoras Nos.5101–5102 (ex-KUR 65–66) construidas en 1930
- Clase 52 - Tipo EC2 - 10 locomotoras Nos. 5201–5210 (ex-KUR 67–76)
- Clase 53 - Tipo GA - 3 locomotoras Nos. 5301–5303 (ex-TR 700–702)
- Clase 55 - Tipo GB - 11 locomotoras Nos. 5501–5511 construidas en 1945 (ex KUR 120–121 y nueve locomotoras de segunda mano de Birmania)
- Clase 56 - Tipo EC6 - 6 locomotoras Nos. 5601–5606 construidas en 1949 (ex-KUR 122–127)
- Clase 57 - Tipo EC3 - 12 locomotoras Nos. 5701–5712 construidas en 1940 (ex-KUR 77–88)
- Clase 58 - Tipo EC3 - 18 locomotoras Nos. 5801–5818 construidas en 1949 (ex-KUR 89-106)
- Clase 59 - Tipo Montaña - 34 locomotoras Nos. 5901–5934 construidas en 1955–56
- Clase 60 - Tipo Gobernador - 29 locomotoras Nos. 6001–6029 construidas en 1954

Todas fueron construidos por Beyer-Peacock en Mánchester, Inglaterra, excepto las de la Clase 52, fabricadas por la North British Locomotive Company en Glasgow y algunas de las de la Clase 60, producidas por la Société Franco-Belge en Francia. Todas tenían distribución de ruedas 4-8-2+2-8-4, excepto las de las Clases 57 y 58, que eran 4-8-4+4-8-4. 

#### Mozambique
En Mozambique operaron máquinas Garratt de los tipos 4-6-4+4-6-4 y 4-8-2+2-8-4, algunas construidas hasta en 1956.

#### Rhodesia / Zimbabue y Zambia
Rhodesia importó 246 máquinas Garratt (para el ancho de vía de 3 pies 6 plg (1067 mm)), con cuatro disposiciones de ruedas diferentes: 2-6-2+2-6-2 de las Clases 13, 14 y 14A; 4-6-4+4-6-4 de la Clase 15; 2-8-2+2-8-2 de las Clases 16, 16A y 18; y 4-8-2+2-8-4 de las Clases 20 y 20A. Muchas pertenecían a los Ferrocarriles de Zambia en 1967, cuando los Ferrocarriles de Rhodesia entregaron las líneas que utilizaba en Zambia al gobierno local. La situación económica y política de Zimbabue ha extendido la vida de sus Garratt. Cinco locomotoras, incluidas algunas del Museo Nacional del Ferrocarril de Zimbabue, se devolvieron al servicio en 2004-05 para transportar trenes de cercanías. También estaban realizando tareas de maniobras alrededor de la ciudad de Bulawayo al menos hasta diciembre de 2011.

#### Sierra Leona
En el Ferrocarril del Gobierno de Sierra Leona (con vías de 2 pies 6 plg (762 mm) de ancho) se usaban máquinas Garratt del tipo 2-6-2+2-6-2 desde la década de 1920, y a mediados de la década de 1950 compró 14 locomotoras Garratt 4-8-2+2-8-4. 

#### Sudáfrica
Las más potentes de todas las Garratt, independientemente de su ancho de vía, fueron las ocho máquinas (para vías de 3 pies 6 plg (1067 mm)) de los Ferrocarriles Sudafricanos. Eran locomotoras de la Clase GL de 1929–30, que disponían de 89 130 libras (396,47 kN) de esfuerzo de tracción. Sin embargo, todas estaban fuera de servicio a fines de la década de 1960. También se propuso una locomotora cuádruplex súper Garratt (con una disposición de ruedas 2-6-6-2 + 2-6-6-2) para los Ferrocarriles Sudafricanos, pero nunca se construyó.

#### Sudán
Sudán operó al menos una Garratt 4-6-4+4-6-4.

### Asia

#### Birmania
Birmania tenía 43 máquinas Garratt, todas de ancho métrico. Cinco locomotoras de tipo 2-8-0+0-8-2 de la Clase B se destinaron a la Compañía de Ferrocarriles de Birmania entre 1924 y 1927, con siete más construidas por Krupp de Alemania en 1929. Les siguieron 31 locomotoras transferidas de la India para el servicio del Departamento de Guerra: diez 2-8-0+0-8-2, clase GB (ex-clase india MWGL); doce 2-8-2+2-8-2 de clase GC (ex-clase india MWGH); y nueve 4-8-2+2-8-4 de clase GD (ex-clase india MWGX). Cuatro máquinas de tipo 4-8-2+2-8-4, de la Clase GE, se construyeron para los Ferrocarriles de Birmania en 1949, pero finalmente acabaron funcionando en el Ferrocarril de Assam, en la India.

#### Ceilán (Sri Lanka)
Ceilán tenía 10 Garratt: una Clase H1 (para vía de 2 pies 6 plg (762 mm)) tipo 2-4-0+0-4-2 en 1924; una de la Clase C1 (para vía de 5 pies 6 plg (1676 mm)) del tipo 2-6-2+2-6-2 en 1927; y ocho más de la Clase C1 (para vía de 5 pies 6 plg (1676 mm)) del tipo 2-6-2+2-6-2 en 1945.

#### India

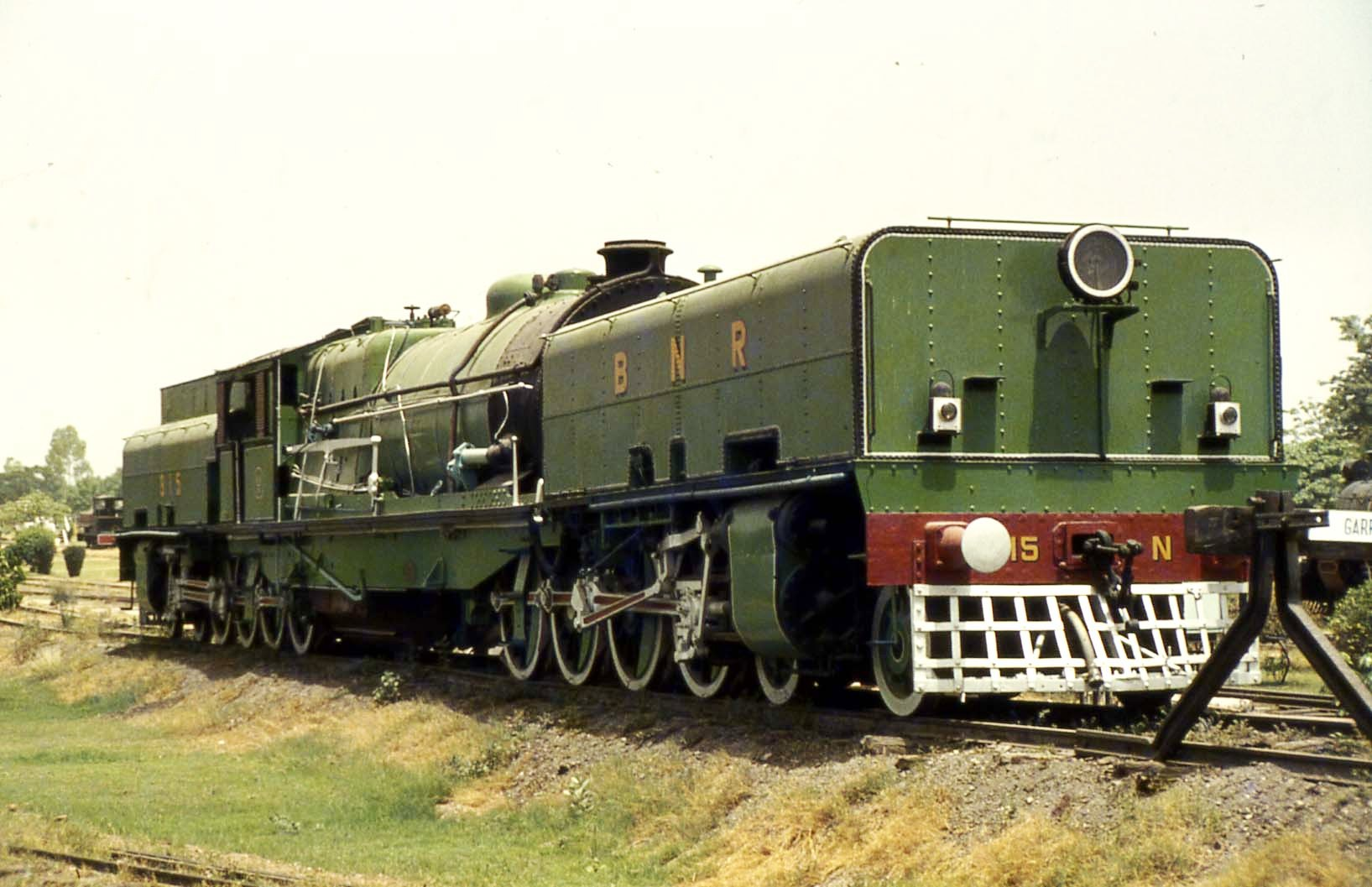
Ferrocarril de Bengala y Nagpur. Máquina 815, Clase N (BP 6594 de 1930), en el Museo Nacional del Ferrocarril de Nueva Delhi

La India tenía 83 máquinas Garratt. Una con ancho de vía de 5 pies 6 plg (1676 mm) del tipo 2-6-2+2-6-2 se construyó para el Estado Indio en 1925. El Ferrocarril de Bengala y Nagpur poseía 32 máquinas para las vías de 5 pies 6 plg (1676 mm) de ancho: una pareja de 2-8-0+0-8-2 Clase HSG, construidas en 1925; 16 locomotoras Clase N y 10 NM del tipo 4-8-0+0-8-4 construidas en 1930–31; y cuatro máquinas Clase P del tipo 4-8-2+2-8-4, construidas en 1939.
Para sus vías de ancho métrico, el Ferrocarril de Assam-Bengala disponía de seis locomotoras de la Clase T con disposición de ruedas 2-6-2+2-6-2, construidas en 1927. Más tarde se convirtieron en la clase GT en el Ferrocarril de Bengala y Assam. Se suministraron tres tipos de Garratt para el servicio de guerra de la compañía: diez locomotoras Clase MWGL del tipo 2-8-0+0-8-2; doce de la Clase MWGH 2-8-2+2-8-2; y 18 de la Clase MWGX tipo 4-8-2+2-8-4 ligeras estándar del Departamento de Guerra del Reino Unido. De estas, solo nueve MWGX permanecieron en la India, y el resto se transfirió a Birmania. Después de la guerra, las cuatro locomotoras de los Ferrocarriles de Birmania de la Clase GE (tipo 4-8-2+2-8-4) fueron transferidas al ferrocarril de Assam.

#### Irán
El Ferrocarril Transiraní tenía 10 máquinas Garratt 4-8-2+2-8-4 (de la Clase 86) construidas en 1936.

#### Mauricio
Mauricio tenía tres 2-8-0+0-8-2 de ancho estándar construidas en 1927.

#### Nepal
El Ferrocarril del Gobierno de Nepal (NGR) tenía locomotoras Garratt 2-6-2+2-6-2 fabricadas por Beyer, Peacock and Company en 1932 y 1947.

#### Siam (Tailandia)
El Ferrocarril del Estado Real de Siam adquirió 8 máquinas Garratt construidas por la compañía alemana Henschel durante 1929-1937 para cargas pesadas en las zonas montañosas de Pak Chong. Solo se conserva una de ellas, que actualmente se exhibe en Kanchanaburi. 

#### Turquía
Los Ferrocarriles Otomanos tenían solo una locomotora de ancho estándar Garrat del tipo 2-8-0+0-8-2, construida en 1927.

### Australasia
La mayoría de los estados de Australia tenían conjuntos de Garratt Estándar Australiana con diversos grados de éxito durante la Segunda Guerra Mundial y durante la década posterior.

#### Nueva Gales del Sur

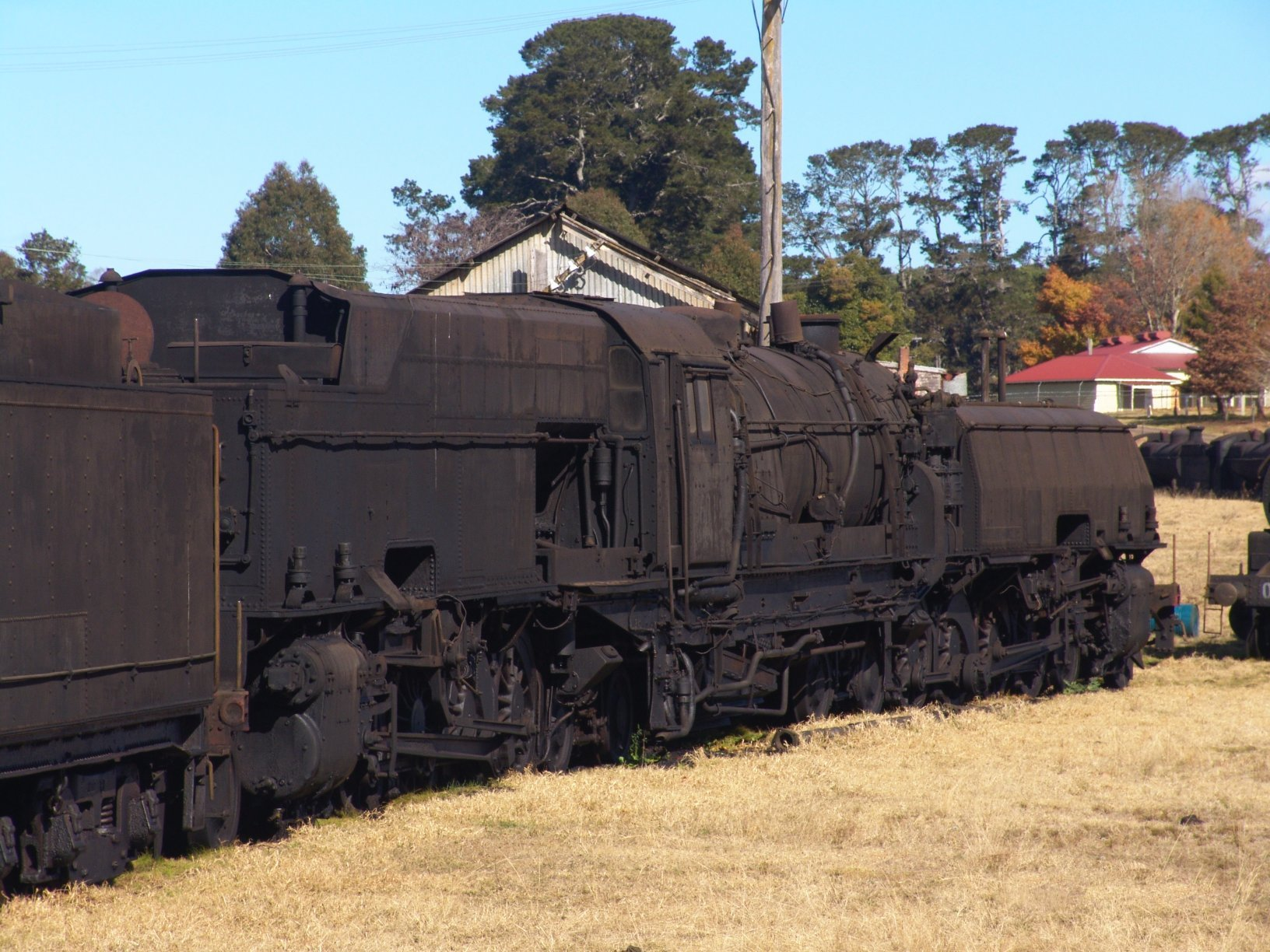
Locomotora Beyer Garratt NSWGR AD60, almacenada en el Museo del Ferrocarril de Dorrigo

Los Ferrocarriles del Gobierno de Nueva Gales del Sur introdujeron las Garratt AD60 (del tipo 4-8-4+4-8-4) en 1952, construidas por Beyer, Peacock. La AD60 pesaba 265 toneladas, con una carga por eje de 16 toneladas. Tal como se entregó, desarrollaba un esfuerzo de tracción de 60 000 libras (266,9 kN), no tan potente como las Garratt GMA/M (tipo 4-8-2+2-8-4) de los Ferrocarriles Sudafricanos construidas en 1954, que desarrollaban un esfuerzo de tracción de 60 700 libras (270 kN). Después de una serie de modificaciones introducidas en 1958 a treinta AD60, su esfuerzo de tracción se incrementó a 63 016 libras (280,3 kN). Estas locomotoras permanecieron en servicio hasta principios de la década de 1970. La última de estas máquinas se retiró en febrero de 1973. Oberg escribió que fue testigo de como una AD60 fue capaz de una composición de un peso total de 1450 toneladas por una rampa del 1,8% sin que sus ruedas deslizaran. Cuatro AD60 sobreviven hoy en día: la 6029 (opera desde Thirlmere), la 6039 (bajo propiedad privada en Dorrigo), la 6040 (en exhibición estática en THNSW, Thirlmere) y la 6042 (en medio de un campo en Forbes, Nueva Gales del Sur). 

#### Queensland
Los Ferrocarriles de Queensland operaban treinta locomotoras Beyer Garratt, basadas principalmente en el área de Rockhampton.

#### Tasmania
Tras el éxito de las Garratt de la Clase K en el Tranvía del Noreste de Dundas, los Ferrocarriles del Gobierno de Tasmania importaron máquinas Garratt fabricadas por Beyer, Peacock para sus líneas principales, en particular las de la Clase M del tipo 4-4-2+2-4-4 para el trabajo expreso de pasajeros. Estas fueron las únicas Garratt de ocho cilindros. La M1 logró un récord mundial de velocidad para máquinas articuladas de vía estrecha de 55 millas por hora (88,5 km/h) el 30 de noviembre de 1912. Sus ruedas motrices de 5 pies (1,5 m) de diámetro eran en ese momento las más grandes en cualquier locomotora de vía estrecha en Australia. Sus ocho cilindros resultaron tener un mantenimiento muy difícil, y después de varios descarrilamientos fatales y desastrosos a finales de la década de 1920, principalmente debidos a un mantenimiento inadecuado de la vía, fueron retiradas y desechadas. 

#### Victoria
Los Ferrocarriles Victorianos operaban dos Beyer Garratt, utilizadas en las líneas de ferrocarril de vía estrecha de Crowes y Walhalla. Las dos máquinas se clasificaron como Clase G, numerados G41 y G42. La segunda ha sido restaurada. Actualmente está en uso en el Ferrocarril Puffing Billy, cerca de Melbourne. No se utilizó en el servicio público en esa línea antes de que se decidiera rehabilitar la línea. 

#### Nueva Zelanda

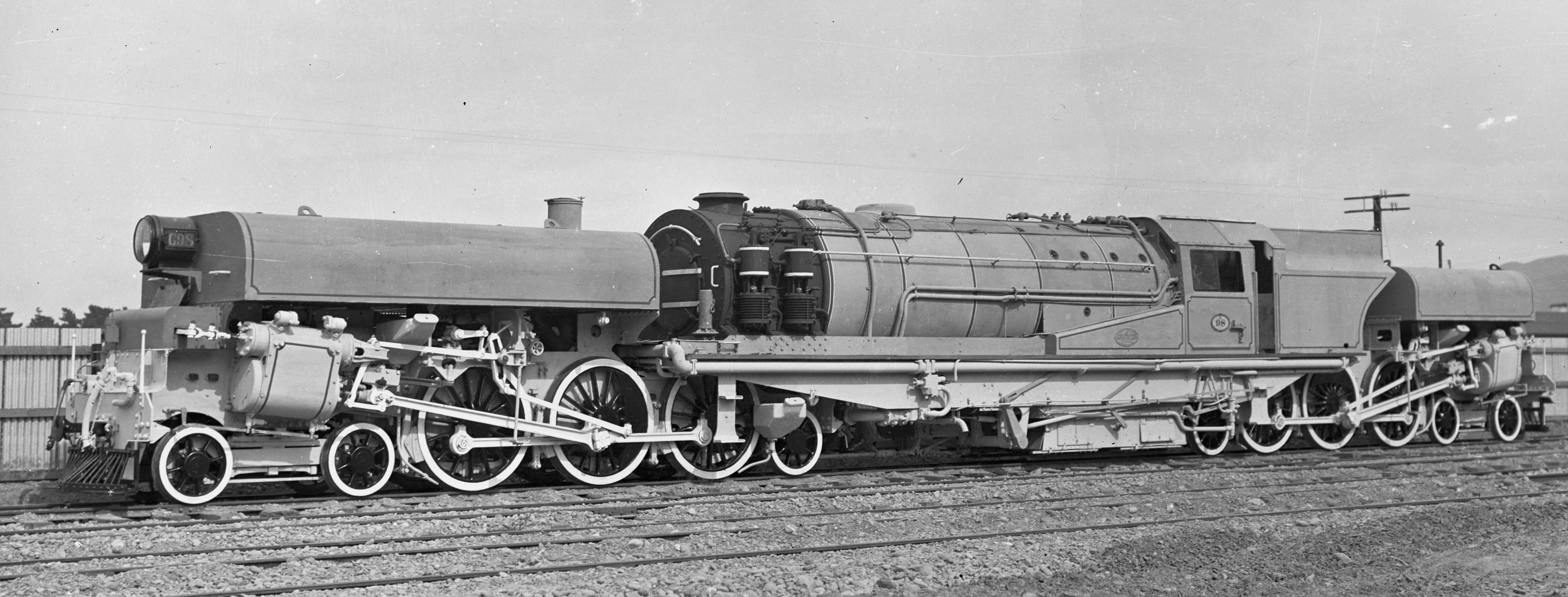
Una locomotora Garratt NZR Clase G

Beyer, Peacock construyó tres locomotoras 4-6-2+2-6-4 NZR Clase G en 1928, que eran demasiado potentes para el sistema y que disponían de mecanismos de válvulas complicados. Inusualmente, estas máquinas montaban tres cilindros (de 24×16.5 in cada uno), en dos conjuntos de bastidores del motor, creando así una Garratt de seis cilindros. Fue la segunda y última vez que se empleó esta disposición en una Garratt, siendo la primera vez en la LNER U1. Entraron en servicio en 1929. El engranaje de la válvula Walschaerts operaba los cilindros exteriores con el tercer cilindro interno unido por un engranaje de válvula conjugado Gresley. Las fotografías verifican que la carbonera se instaló en una extensión del bastidor de la caldera en lugar de en bastidor del motor trasero, como con la mayoría de las Garratt. Los motores entregaban un esfuerzo de tracción de 51 580 libras (229,44 kN), que era demasiado fuerte para ser absorbido por las barras de tiro del material rodante. Después de unos años, fueron reconstruidas como seis locomotoras Pacific, que tampoco tuvieron éxito, pero que se mantuvieron casi veinte años en servicio.
Aunque no se conserva ninguna Garratt del Ferrocarril de Nueva Zelanda, se importaron tres Garratt desde África: una locomotora de la Clase 15A No.398 procedente de los Ferrocarriles de Rhodesia (propiedad del Flying 15 Trust de Pakakarakiki); también de Rhodesia la locomotora Clase 14A No.509 (restaurada por el Mainline Steam Trust de Plimmerton); y la locomotora de la Clase GMAM N.º 4083 de los Ferrocarriles de Sudáfrica (junto a la línea principal en el Strand en Auckland (con el Mainline Steam Trust a la espera de su restauración). Véanse las máquinas preservadas más adelante. 

### Europa
Los Garratt se emplearon principalmente en Gran Bretaña, Rusia y España, donde unas cinco compañías ferroviarias utilizaron siete clases. El Ferrocarril Central de Aragón encargó seis locomotoras Garratt del tipo 4-6-2+2-6-4 "Doble Pacífico" para un servicio rápido de pasajeros. Además, un tranvía holandés y otro belga también operaban una o más máquinas basadas en el diseño de Garratt y construidas a partir de este. 

#### Países Bajos
En 1931, la holandesa Limburgsche Tramweg Maatschappij (LTM) 'Compañía del Tranvía de Limburgo' encargó una única locomotora Garratt de ancho estándar, numerada LTM 51, fabricada por Henschel (Alemania) con el número de serie 22063. Este diseño era ligeramente diferente en que la carbonera estaba ubicada en el bastidor de la caldera y ambas máquinas solo sostenían los depósitos de agua. Más importante aún, era la única Garratt con cilindros internos. La disposición de las ruedas era C+C ( 0-6-0+0-6-0). Debido al abandono de la línea en 1938, la locomotora se vendió a un comerciante de metales, que a su vez la vendió a una oficina de ingenieros, que la vendió en 1941 a Alemania. Se desconoce el paradero de esta máquina, pero se presume que debió ser desguazada. 

#### España

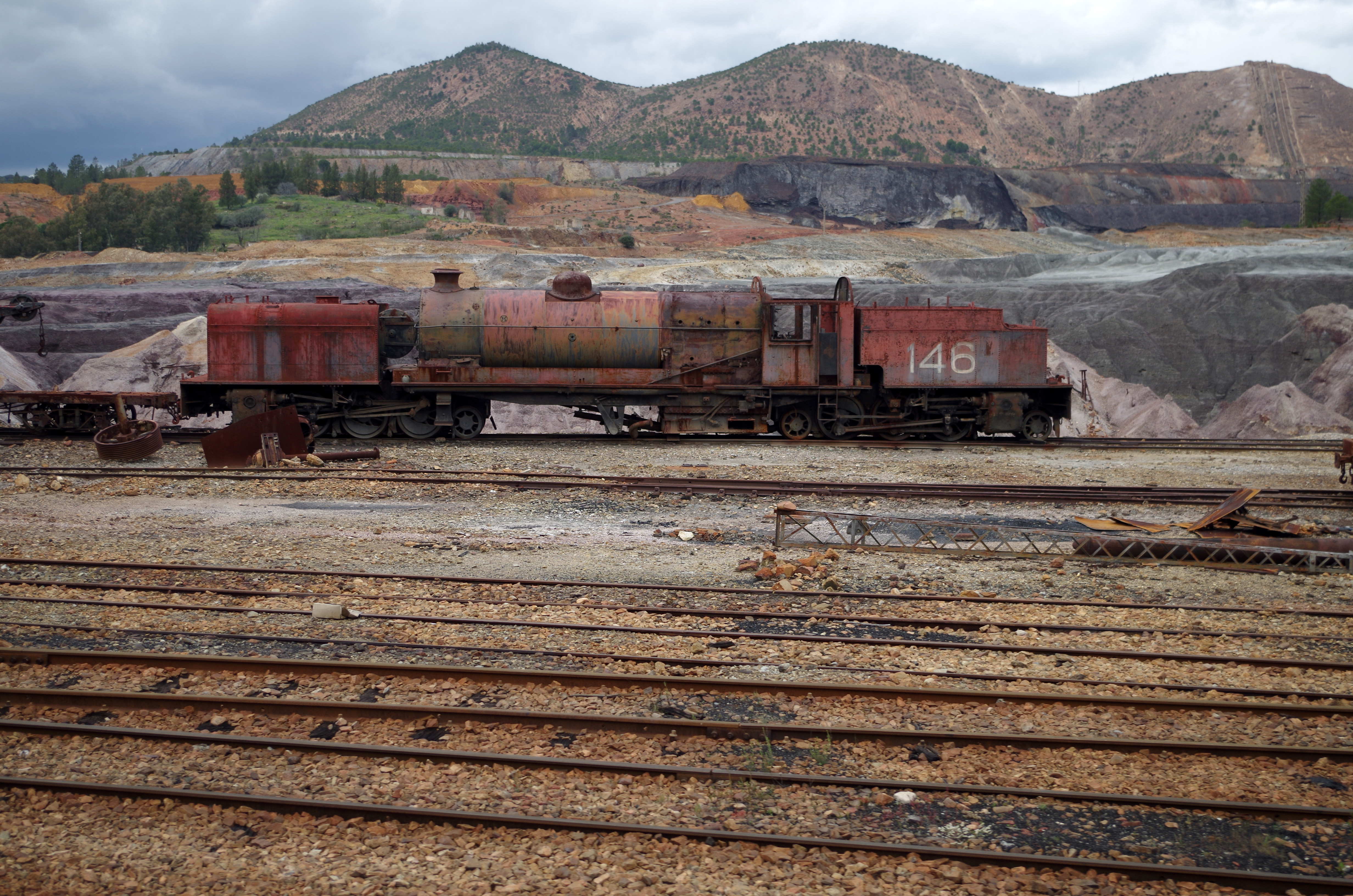
Locomotora «Garrat» en Riotinto.

España tenía una variada colección de máquinas Garratt de la mayoría de los constructores; Beyer, Peacock solo construyó un par de locomotoras 2-6-2+2-6-2 para la vía de 3 pies 6 plg (1067 mm) de ancho del ferrocarril de Riotinto en 1929. Las primeras Garratt en España, sin embargo, fueron cuatro máquinas 2-6-2+2-6-2 de ancho métrico construidas para los Ferrocarriles Catalanes en 1922 por la Sociéte Anonyme St. Leonard de Lieja, Bélgica. Cuatro más siguieron en 1925. También de vía métrica, el ferrocarril de La Robla compró dos pares de máquinas 2-6-2+2-6-2, las primeras a Hanomag de Alemania en 1929, y las segundas a Babcock & Wilcox de Bilbao en 1931. La Compañía Minera de Sierra Menera también compró un par de máquinas 2-6-2+2-6-2 de ancho métrico en 1930 para el ferrocarril Ojos Negros-Sagunto. La mayoría de estas máquinas eran para líneas de vía estrecha y se mantuvieron en servicio hasta bien entrada la década de 1960.
En ancho ibérico, el Ferrocarril Central de Aragón compró seis máquinas 2-8-2+2-8-2 de Babcock & Wilcox; y otras seis 4-6-2+2-6-4 de Euskalduna de Bilbao, todas en 1931. Las últimas Garratt suministradas a España fueron diez máquinas del tipo 2-8-2+2-8-2 para RENFE, fabricadas por Babcock & Wilcox en 1960.

#### Reino Unido
El uso británico de las Garratt fue mínimo. Una gran Garratt (del tipo 2-8-0+0-8-2, para el Ferrocarril de Londres y del Noroeste Clase U1 número 2395/9999/69999) se construyó en 1925 para remolcar trenes pesados de carbón en la ruta de Woodhead. Otras 33 Garratt del tipo 2-6-0+0-6-2 se construyeron para el Ferrocarril de Londres, Midland y Escocia entre 1927 y 1930, aunque sus cajas de ejes de tamaño reducido las hicieron poco fiables y se retiraron a mediados de la década de 1950. 
Beyer Peacock suministró cuatro locomotoras Garratt de ancho estándar para servicio industrial en el Reino Unido. Una se conserva en el Museo Bressingham Steam, la unidad tipo 0-4-0+0-4-0 con el n.º 6841 T denominada 'William Francis', construida en 1937 para su uso en el transporte del carbón de la mina de Baddesley.

#### URSS

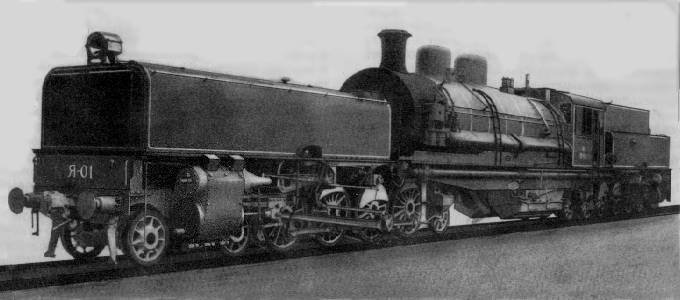
Garratt Ya.01 soviética de la Clase 4-8-2+2-8-4

Beyer, Peacock construyó en 1932 la locomotora de vapor más grande fabricada en Europa, una 4-8-2+2-8-4 para la URSS (número de orden de trabajo 1176). La locomotora tenía la clasificación rusa Ya.01 (Я.01). Esta enorme máquina se construyó según el estándar de vía ruso de 5 pies (1524 mm) y una altura de carga de 17 pies (5,2 m) Se sometió a pruebas exhaustivas y demostró ser muy capaz de operar a temperaturas extremadamente bajas, debido a la protección adecuada de la tubería externa entre las unidades de caldera y el motor. Esta puede haber sido la operación a temperatura más baja de una máquina tipo Garratt. La locomotora se utilizó durante varios años para el tráfico de carbón en la región de Donbass, pero nunca se fabricaron más unidades. Esta decisión parece ser una combinación de procesos y políticas de mantenimiento de las que no se tiene un conocimiento cierto.

### Norteamérica
En América del Norte no se utilizaron, aunque la American Locomotive Company se convirtió en el único licenciatario para construir máquinas Garratt en Norteamérica. Alco no pudo despertar el interés de los ferrocarriles estadounidenses necesario para producir un prototipo o máquina de demostración. Según los informes disponibles, esta renuencia se basó en la preocupación de que el esfuerzo de tracción y el factor de adherencia se verían afectados a medida que disminuyera el peso del agua y del combustible sobre las ruedas motrices.

#### Estados Unidos
En 2015, se importó la Garratt 2-6-2+2-6-2 Clase NG N.º 50, anteriormente de los Ferrocarriles Sudafricanos. Se utiliza en la vía de 2 pies (610 mm) de ancho del Ferrocarril de Hempstead y Norte en Hempstead, Texas, en el que también operan otras máquinas 2-8-2 "Mikado" tipo N.º 18, igualmente procedentes de Sudáfrica. 

### Sudamérica

#### Argentina
El Ferrocarril del Sud (con vías de 5 pies 6 plg (1676 mm) de ancho), por entonces de propiedad británica, operó doce locomotoras Garratt del tipo 4-8-2+2-8-4 alimentadas con petróleo. Estas unidades, con los números 4851–4862, fueron construidas por Beyer, Peacock en 1929. Se utilizaron en la sección del noroeste de Bahía Blanca (particularmente en la línea de Toay), en la línea principal del noroeste de Bahía Blanca a General Pico, y entre Tres Arroyos y Bahía Blanca. Se retiraron en la década de 1950 debido a la rápida disminución del tráfico de carga causada por la creciente competencia del transporte por carretera. El FCAF en Ushuaia usa dos Garratt con un ancho de vía de 500 mm (1' 7,70") para llevar a los turistas al parque nacional, con una tercera máquina que estaba en construcción en junio de 2016. 
Otras compañías ferroviarias de propiedad británica en Argentina operaron locomotoras Garratt construidas por Beyer, Peacock: 
- Ferrocarril del Noreste Argentino (4 pies 8,5 plg (1435 mm)): siete 2-6-0+0-6-2 construidas entre 1925 y 1927 y tres 4-4-2+2-4-4, construidas en 1930
- Transandina Argentina (1000 mm (3' 32/5")): cuatro 2-6-2+2-6-2, construidas en 1930
- Ferrocarril Buenos Aires y Pacífico (5 pies 6 plg (1676 mm)): cuatro 4-8-2+2-8-4, construidas en 1929–1930
- Ferrocarril Midland de Buenos Aires (1000 mm (3' 32/5")): dos 4-6-2+2-6-4, construidas en 1930
- Ferrocarril Central de Córdoba (1000 mm (3' 32/5") mm): diez 4-8-2+2-8-4, construidas en 1929
- Ferrocarril Entre Ríos (4 pies 8,5 plg (1435 mm)): cinco 2-6-0+0-6-2 y cinco 4-4-2+2-4-4, construidas en 1927

Una de las NEA 4-4-2+2-4-4 (BP 6646) fue vendida al Ferrocarril Paraguayo Presidente Don Carlos Antonio López en 1975, y desechada más tarde en el mismo año.

#### Chile
Se entregaron tres máquinas de ancho métrico 4-8-2+2-8-4 al Ferrocarril de Antofagasta y Bolivia en 1929, seguidos de seis más en 1950.

#### Brasil
En Brasil, después de 1927, el Ferrocarril de São Paulo operaba máquinas Garratt del tipo 4-6-2+2-6-4 de vía ancha, impulsando trenes de pasajeros a 70 mph.

#### Colombia
En Colombia, el Ferrocarril del Pacífico compró en 1924 una locomotora Garrat 4-6-2+2-6-4 (para un ancho de vía de 914 mm (3')), y adquirió dos más para La Dorada en 1937.

#### Perú
Se entregaron cuatro Garratt de ancho estándar tipo 2-8-2+2-8-2 al Ferrocarril Central del Perú de 1929 a 1931. (Donald Binns, El Ferrocarril Central del Perú y El Ferrocarril Cerro de Pasco, 1996)

## Locomotoras de guerra
Durante la Segunda Guerra Mundial, se construyeron varios diseños de Garratt para satisfacer las necesidades de los ferrocarriles de vía estrecha en África, Asia y Australia en tiempos de guerra.
Se construyeron en 1942 seis Garratt 2-6-2+2-6-2 para el ancho de 2 pies 6 plg (762 mm) destinadas al Ferrocarril del Gobierno de Sierra Leona, un diseño suministrado por primera vez a este ferrocarril en 1926. Cinco de las Garratt más antiguas se convirtieron a una disposición de ruedas 2-8-0+0-8-2 para aumentar su esfuerzo de tracción. 
Diecisiete Garratt fueron construidas por Beyer, Peacock para el Departamento de Guerra, con tres diseños estándar. Una 2-8-2+2-8-2 basada en la Clase GE de los Ferrocarriles Sudafricanos, se construyó en el ancho de 3 pies 6 plg (1067 mm) para África occidental y Rhodesia, mientras que se construyó una clase más pesada del tipo 4-8-2+2-8-4 para los Ferrocarriles de África Oriental. Se fabricó otra versión 4-8-2+2-8-4 de ancho métrico más ligera para la India, Birmania y África Oriental. Este diseño fue particularmente exitoso y se convirtió en la base de varias clases de máquinas de posguerra.
La Garrat Estándar Australiana (GEA) se diseñó en 1942, para usarse en las vías de 3 pies 6 plg (1067 mm) de ancho, en el período crítico de la Segunda Guerra Mundial, después del bombardeo de Darwin por los japoneses en 1942, y los ataques aéreos contra otros centros del norte de Australia. Era una locomotora del tipo 4-8-2+2-8-4, diseñada en Australia y construida por varios talleres ferroviarios locales. Surgieron varios problemas de diseño con esta clase, y el uso de la locomotora encontró resistencia por parte del sindicato de maquinistas, especialmente en Queensland. La mayoría fueron retiradas al final de la guerra, aunque algunas continuaron operando con éxito en Tasmania.

## Preservación
Se conservan alrededor de unas 250 locomotoras Garratt. Si bien muchas se almacenaron o se hallan al aire libre en distintas condiciones de mal estado, más de 100 se conservan en colecciones de museos o en trenes históricos. Las locomotoras Garratt en funcionamiento, que suman alrededor de 15, se pueden encontrar en Europa, África, Argentina, Estados Unidos y Australia. En España, una máquina del tipo 2-8-2+2-8-2 (número 282F-0421), apodada "Garrafeta", ocasionalmente circulaba en el área de Lérida, aunque ya no lo hace. Una enorme 4-6-2+2-6-4, número 462F-0401, está bajo una lenta restauración. Ambas locomotoras son administradas por ARMF, una organización sin fines de lucro que también tiene el único taller de reparación de la línea principal para vehículos ferroviarios históricos en una red de ancho ibérico.
En los Estados Unidos, solo existe un ejemplo de una máquina Garratt, una locomotora de vía estrecha construida por Hanomag, que se halla ubicada en Hempstead, Texas. Se ha vuelto a poner en funcionamiento desde noviembre de 2015. 
En el Reino Unido se ha conservado la primera locomotora Garratt, la Clase K del Tranvía del Noreste de Dundas. Después del cierre de la línea en 1929, las locomotoras se pusieron a la venta. La K1 fue comprada por Beyer, Peacock en 1947 para su museo. La locomotora conservada tiene partes de sus dos motores originales. Cuando Beyer, Peacock dejó de operar, la locomotora se vendió al Ferrocarril de Festiniog, que inicialmente propuso cortarla para cumplir con su gálibo de carga. Durante varios años estuvo prestada al Museo Nacional del Ferrocarril y se exhibió en York. En 1995 fue retirada de York para comenzar su restauración en Birmingham. Se devolvió a Gales en 2000, donde se continuó la restauración en los talleres del Ffestiniog en Boston Lodge. Se le instaló una nueva caldera y se restableció a su orden de funcionamiento completo en el Ferrocarril de las Tierras Altas de Gales en septiembre de 2008. Este ferrocarril posee varias antiguas locomotoras Garratt de la Clase NGG 16 SAR de Sudáfrica, y opera tanto la primera (K1) como la última (NG/G16 143) de las Garratt construidas por Beyer, Peacock. La K1 ha estado fuera de uso desde 2014. 
Varias Garratt australianas han sido restauradas a su condición operativa. La G 42, anteriormente utilizada en las Líneas de vía estrecha de los Ferrocarriles Victorianos, trabaja regularmente en el Ferrocarril Puffing Billy en la cordillera Dandenong a las afueras de Melbourne. El Ferrocarril Puffing Billy también está reconstruyendo la antigua SAR NG/G16 129, que se espera que entre en servicio en 2019. Los ferrocarriles de Queensland trasladaron la 1009, su única Garratt (tipo 4-8-2+2-8-4) restante de 3 pies 6 plg (1067 mm), a un museo al aire libre completamente restaurada a su funcionamiento. Estaba fuera de servicio en diciembre de 2007, a la espera de una nueva caldera. La NSWGR AD60 6029 se restableció a sus condiciones de funcionamiento en Canberra. Desde 2018, es de propiedad privada y está almacenada cerca de Thirlmere, Nueva Gales del Sur. A menudo es utilizada por el Museo del Ferrocarril de Nueva Gales del Sur en algunas excursiones y en ocasiones especiales. 
En Kenia, los Ferrocarriles de África Oriental mantuvieron su máquina 5918 de la Clase 59 en condiciones operativas desde 2001 hasta 2011. Del mismo modo, en Zimbabue, las Clase 20 números 730 y 740 se mantuvieron en condiciones de funcionamiento hasta 2004. No se han puesto en funcionamiento desde 2004, cuando la 730 se usó brevemente en los servicios de cercanías de Bulawayo. Es probable que ninguna vuelva a operar sin fondos externos para reparaciones importantes, ya que el único trabajo disponible para estas locomotoras son los trenes de excursión para turistas extranjeros y entusiastas del ferrocarril. 
Desafortunadamente, no sobrevivieron las Garratt de la Clase G de los Ferrocarriles de Nueva Zelanda, pero se han importado tres Garratt modernas desde el sur de África para su restauración en Nueva Zelanda, con la caldera certificada No.509 y la restauración a punto de finalizar a partir de 2018. 
- Beyer Peacock No.7340 de los Ferrocarriles de Rhodesia Clase 15A No.398 de 1950; propiedad del Flying Fifteen Group, Steam Incorporated Paekakariki (almacenada)
- Beyer Peacock No.7582 de los Ferrocarriles de Rhodesia Clase 14A No.509 de 1953; en manos del Mainline Steam Heritage Trust, Plimmerton (en restauración)
- Beyer Peacock n.º 7681 de los Ferrocarriles Sudafricanos, GMAM clase No.4083 de 1956; controlada por el Mainline Steam Heritage Trust, Mercer (almacenada)

En diciembre de 2007, una Garratt Clase 14A número 509 procedente de Zimbabue, revisada en Bulawayo, se transportó a Nueva Zelanda para su preservación operativa por la asociación Mainline Steam. A principios de 2011, la Garratt de Zimbabue Clase 15a  número 398 también fue entregada a Nueva Zelanda para su restauración a las condiciones de operación por Steam Inc. 
A partir de diciembre de 2017, solo hay dos lugares en el mundo donde se puede ver con razonable certeza una locomotora Beyer-Garratt en el servicio operativo diario: en Hwange, Zimbabue; y en Ushuaia, Argentina, mientras que Dinas, en el norte de Gales, ofrece operaciones diarias durante unos 10 meses al año. 
En septiembre de 2018, la Zona Sudeste de los Ferrocarriles Indios realizó una exitosa prueba de una Beyer-Garratt (número 811) desde Kharagpur. Un servicio histórico está planeado y programado para comenzar a partir de la temporada de festivales siguiente.

## En la ficción
En la vigésima segunda temporada del popular programa Thomas y sus amigos, apareció una Garratt de la Clase EAR 59, llamada Kwaku. 